# Liste der Kulturdenkmale in Halsbrücke

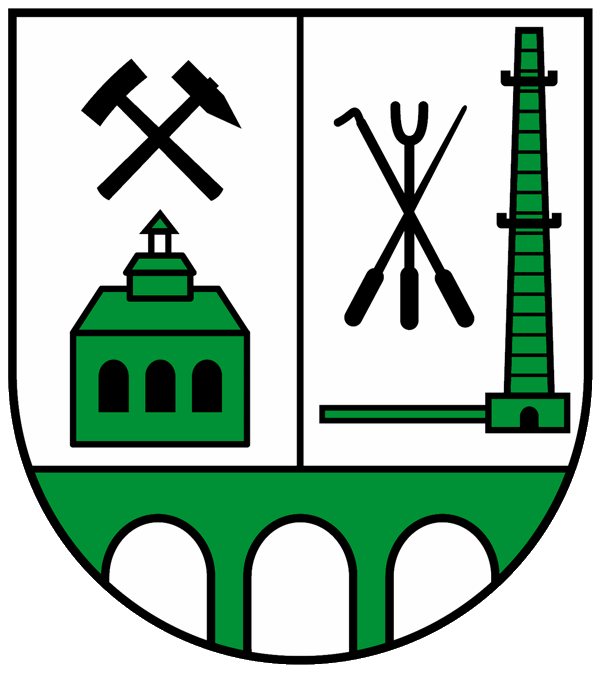
Wappen von Halsbrücke

In der Liste der Kulturdenkmale in Halsbrücke sind die Kulturdenkmale der sächsischen Gemeinde Halsbrücke verzeichnet, die bis April 2023 vom Landesamt für Denkmalpflege Sachsen erfasst wurden (ohne archäologische Kulturdenkmale). Die Anmerkungen sind zu beachten.
Diese Aufzählung ist eine Teilmenge der Liste der Kulturdenkmale im Landkreis Mittelsachsen.

## Halsbrücke
| Bild                                    | Bezeichnung | Lage                                                               | Datierung | Beschreibung | ID       |
| --------------------------------------- | --- | ------------------------------------------------------------------ | --- | --- | -------- |
| Direkt Bild zu diesem Denkmal hochladen | Flussausbau der Freiberger Mulde | (Flurstück 173/2) (Karte)                                          | 17. Jahrhundert | Zeugnis der Muldenverlegung im 17. Jahrhundert, bergbau- und technikgeschichtlich von Bedeutung, seit 2019 zugehörig zur Kernzone und Pufferzone des UNESCO-Welterbes Montanregion Erzgebirge/Krušnohoří | 08985273 |
| Direkt Bild zu diesem Denkmal hochladen | Mundloch, Abzugsrösche sowie Stützmauern (Planer Stolln, ursprünglich Churfürstlicher Tiefer Erbstolln) | (Flurstück 273/3) (Karte)                                          | 1571, Verleihung des Stollns | Zeugnisse eines der ältesten Wasserlösestolln des Halsbrückner Reviers, zeitweise landesherrlicher Revierstolln, verbunden mit dem späteren sächsischen Oberbergmeister Martin Planer, Mundloch im Aussehen nach Sanierung 1982 verändert, dennoch bergbaugeschichtlich und personengeschichtlich von Bedeutung, seit 2019 zugehörig zur Pufferzone des UNESCO-Welterbes Montanregion Erzgebirge/Krušnohoří | 08985311 |
| Direkt Bild zu diesem Denkmal hochladen | Churprinzer Bergwerkskanal (Sachgesamtheit) | Alte Meißner Straße (Karte)                                        | 1788–1789 | Sachgesamtheit Bergwerkskanal, bestehend aus den Churprinzer und Christbescherunger Bergwerkskanälen einschließlich aller Röschen, Mundlöcher, Abschläge, einer Schleusenanlage, zwei Kahnhebehäusern und einem Wehr in den Gemeinden Halsbrücke und Großschirma (siehe 09305134) mit folgenden Einzeldenkmalen in der Gemeinde Halsbrücke: Bergwerkskanal (siehe 08985272), Kahnhebehaus (siehe 08985801); Kunstgrabensystem zur Herbeiführung von Aufschlagwasser für die Gruben Churprinz Friedrich August Erbstolln bei Großschirma und Christbescherung Erbstolln bei Großvoigtsberg sowie zum Transport von Erzen aus beiden Gruben zur Halsbrückner Hütte mittels getreidelter Kähne, Bergwerkskanäle einschließlich ihrer Röschen, einer erhaltenen Schleusenanlage und den Resten zweier Kahnhebehäuser wichtige Zeugnisse der wasserbaulichen Innovations- und Leistungsfähigkeit des sächsischen Erzbergbaus, landschaftsgestaltende technische Denkmale von besonderer bergbaugeschichtlicher Bedeutung und von nationalem Rang, seit 2019 zugehörig zur Kernzone und Pufferzone des UNESCO-Welterbes Montanregion Erzgebirge/Krušnohoří | 09305137 |
| Direkt Bild zu diesem Denkmal hochladen | Bergwerkskanal (Einzeldenkmal der Sachgesamtheit 09305137) | Alte Meißner Straße (Karte)                                        | 1788–1789 | Einzeldenkmal der Sachgesamtheit Bergwerkskanal; Kunstgraben für den Transport von Erzen aus der Grube Churprinz Friedrich August Erbstolln bei Großschirma zur Halsbrückner Hütte mittels getreidelter Kähne, Churprinzer und Christbescherunger Bergwerkskanal einschließlich ihrer Röschen, einer erhaltenen Schleusenanlage und den Resten zweier Kahnhebehäuser wichtige Zeugnisse der wasserbaulichen Innovations- und Leistungsfähigkeit des sächsischen Erzbergbaus, landschaftsgestaltende technische Denkmale von besonderer bergbaugeschichtlicher Bedeutung und von nationalem Rang, seit 2019 zugehörig zur Kernzone und Pufferzone des UNESCO-Welterbes Montanregion Erzgebirge/Krušnohoří | 08985272 |
| Direkt Bild zu diesem Denkmal hochladen | Unterer Roter Graben: Kunstgraben mitsamt Grabendamm und Auffahrtsrampen sowie einschließlich aller Abschläge, Graben- und Stützmauern (Einzeldenkmale der Sachgesamtheit 09306950)                                                                                                | Alte Meißner Straße (Karte)                                        | Frühestens 16. Jahrhundert bis Anfang 17. Jahrhundert | Einzeldenkmale der Sachgesamtheit Roter Graben; Fortführung des Roten Grabens, obschon trockengefallen als authentisch erhaltenes Teilstück des Roten Grabens von großer bergbaugeschichtlicher Bedeutung und wesentliches Zeugnis des bergbauwasserwirtschaftlichen Systems im Tal der Freiberger Mulde | 08985309 |
| Weitere Bilder                          | Altväterbrücke: Ehemaliges Aquädukt über die Freiberger Mulde und den Churprinzer Bergwerkskanal | Alte Meißner Straße (Karte)                                        | Um 1570 (Erbauung als Straßenbrücke) | Ein Teil der Brücke liegt in der Gemeinde Großschirma, Ortsteil Rothenfurth (08991637), Zeugnis einer der bedeutendsten bergbauwasserwirtschaftlichen Anlagen im Halsbrücker Raum, dreibogige Steinbrücke, von großer ortshistorischer, verkehrshistorischer und bergbaugeschichtlicher Bedeutung, durch das hohe Alter baugeschichtlich wertvoll, seit 2019 zugehörig zur Kernzone des UNESCO-Welterbes Montanregion Erzgebirge/Krušnohoří | 08985206 |
| Direkt Bild zu diesem Denkmal hochladen | Mundloch und Abzugsgraben | Alte Meißner Straße (Karte)                                        | 1747–1812 | Zeugnisse der Grube König Gustavus Erbstolln, bergbaugeschichtlich von Bedeutung, seit 2019 zugehörig zur Pufferzone des UNESCO-Welterbes Montanregion Erzgebirge/Krušnohoří | 08985312 |
| Direkt Bild zu diesem Denkmal hochladen | Grabendurchlass unter der Abraumhalde des Bleierzschachtes | Alte Meißner Straße, Flurstück 282/1                               | Um 1900 | Bergbaugeschichtlich von Bedeutung | 08985207 |
| Direkt Bild zu diesem Denkmal hochladen | Fahne und Flurbuch im Rathaus von Halsbrücke | Am Ernst-Thälmann-Heim 1 (Karte)                                   | Um 1685 (Buch); bezeichnet mit 1873 (Fahne) | Orts- und bergbaugeschichtlich von Bedeutung | 08985227 |
| Weitere Bilder                          | Kahnhebehaus (Einzeldenkmal der Sachgesamtheit 09305137) | Am Hammerberg (Karte)                                              | 1788/1789 | Einzeldenkmal der Sachgesamtheit Bergwerkskanal; Bauwerk als vermutlich ältester Vorläufer heutiger Schiffshebewerke von herausragender technikgeschichtlicher Bedeutung, steht im Kontext eines Kunstgrabens für den Transport von Erzen aus der Grube Churprinz Friedrich August Erbstolln bei Großschirma zur Halsbrückner Hütte mittels getreidelter Kähne, Churprinzer und Christbescherunger Bergwerkskanal einschließlich ihrer Röschen, einer erhaltenen Schleusenanlage und den Resten zweier Kahnhebehäuser wichtige Zeugnisse der wasserbaulichen Innovations- und Leistungsfähigkeit des sächsischen Erzbergbaus, landschaftsgestaltende technische Denkmale von besonderer bergbaugeschichtlicher Bedeutung und von nationalem Rang, seit 2019 zugehörig zur Kernzone des UNESCO-Welterbes Montanregion Erzgebirge/Krušnohoří | 08985801 |
| Direkt Bild zu diesem Denkmal hochladen | Aufschlagrösche Grube Beihilfe (verschüttet) | Am Hammerberg, Flurstück 415/3                                     | 2. Hälfte 19. Jahrhundert | Bergbaugeschichtlich von Bedeutung | 08985204 |
| Direkt Bild zu diesem Denkmal hochladen | Straßenbrücke mit Markierungsstein der Gemarkungsgrenze | Am Hammerberg (Karte)                                              | 19. Jahrhundert | Ein Teil der Brücke liegt in Großschirma, Ortsteil Rothenfurth, Straße Isaak (08991639), ortsgeschichtliche und verkehrshistorische Bedeutung, seit 2019 zugehörig zur Kernzone des UNESCO-Welterbes Montanregion Erzgebirge/Krušnohoří | 08985205 |
| Direkt Bild zu diesem Denkmal hochladen | Brücke bzw. Grabendurchlass mit Abschnitt des Roten Grabens (Einzeldenkmale der Sachgesamtheit 09306950) | Am Hammerberg (Karte)                                              | Ab 1613 | Einzeldenkmale der Sachgesamtheit Roter Graben; bergbaugeschichtliche Bedeutung, bildet Sachgesamtheit mit Grube Oberes Neues Geschrei sowie mit Rotem Graben (siehe auch das Sachgesamtheitsteildokument 09306950 in der Denkmalliste der Gemeinde Halsbrücke), seit 2019 zugehörig zur Pufferzone des UNESCO-Welterbes Montanregion Erzgebirge/Krušnohoří | 08985213 |
| Direkt Bild zu diesem Denkmal hochladen | Stützmauer und Mundloch der Halsbrücker Rösche | Am Hammerberg, Flurstück 270/2                                     | Bezeichnet mit 1901 (Schlussstein) | Bildet Sachgesamtheit mit Mundloch an der anderen Seite der Rösche (Am Hammerberg, Flurstück 201/2), bergbau- und hüttenhistorische Bedeutung (Rösche diente der Energiegewinnung für die Hütte Halsbrücke) | 08985310 |
| Direkt Bild zu diesem Denkmal hochladen | Mundloch der Halsbrücker Rösche | Am Hammerberg (Karte)                                              | Um 1920 | Bergbaugeschichtlich von Bedeutung, seit 2019 zugehörig zur Pufferzone des UNESCO-Welterbes Montanregion Erzgebirge/Krušnohoří | 08985209 |
| Direkt Bild zu diesem Denkmal hochladen | Bergarbeiterwohnhaus | Am Hammerberg 1 (Karte)                                            | Mitte 19. Jahrhundert | Regionaltypischer Fachwerkbau, bergbaugeschichtlich von Bedeutung, seit 2019 zugehörig zur Pufferzone des UNESCO-Welterbes Montanregion Erzgebirge/Krušnohoří | 08985225 |
| Direkt Bild zu diesem Denkmal hochladen | Bergarbeiterwohnhaus (ehemaliges Huthaus) an der Freiberger Mulde | Am Hammerberg 2 (Karte)                                            | 1. Hälfte 19. Jahrhundert | Straßenbildprägender Fachwerkbau, als ehemaliges Huthaus bergbaugeschichtlich von Bedeutung, seit 2019 zugehörig zur Pufferzone des UNESCO-Welterbes Montanregion Erzgebirge/Krušnohoří | 08985224 |
| Direkt Bild zu diesem Denkmal hochladen | Prinz-Xaverus-Mundloch | Am Hammerberg 7 (neben) (Karte)                                    | 18./19. Jahrhundert | Bergbaugeschichtlich von Bedeutung, seit 2019 zugehörig zur Pufferzone des UNESCO-Welterbes Montanregion Erzgebirge/Krušnohoří | 08985274 |
| Direkt Bild zu diesem Denkmal hochladen | Wohnhaus | Am Sandberg 5 (Karte)                                              | Um 1800 | Straßenbildprägendes ländliches Wohnhaus in Fachwerkbauweise, baugeschichtlich von Bedeutung | 08985379 |
| Direkt Bild zu diesem Denkmal hochladen | Ehemalige Schule | Am Sandberg 7 (Karte)                                              | Ende 19. Jahrhundert | Schlichter Putzbau mit Satteldach, ortsgeschichtlich von Bedeutung | 08985381 |
| Direkt Bild zu diesem Denkmal hochladen | Bergarbeiterwohnhaus | Am Sandberg 16 (Karte)                                             | Um 1800 | In gutem Originalzustand erhaltener Fachwerkbau, bildet Ensemble mit Halde und Kaue des 8. Lichtlochs, bergbau- und baugeschichtlich von Bedeutung, seit 2019 zugehörig zur Pufferzone des UNESCO-Welterbes Montanregion Erzgebirge/Krušnohoří | 08985380 |
| Direkt Bild zu diesem Denkmal hochladen | Wäschemangeln | Am Schulberg 1a (bei) (Karte)                                      | 19./20. Jahrhundert | Kastenmangeln aus der Sammlung des Museums historischer Wäschemangeln in Halsbrücke, als Zeugnisse der Mechanisierung des Wäscheglättens und als Dokumente für die Vielzahl unterschiedlicher Hersteller, Bauformen und Antriebssysteme sowie für deren technologische Weiterentwicklung von großer technikgeschichtlicher sowie hauswirtschaftsgeschichtlicher Bedeutung, seit 2019 zugehörig zur Kernzone und Pufferzone des UNESCO-Welterbes Montanregion Erzgebirge/Krušnohoří. Die vorliegende Sammlung dokumentiert hauptsächlich die Entwicklung des hauswirtschaftlich und später auch gewerblich eingesetzten Prozesses des Wäscheglättens über Mangelbrett, Kastenmangel, Bügeleisen und Rollmangel bis hin zur Heißdampfmangel. Andere Sammlungsobjekte dokumentieren verschiedene Entwicklungsschritte von weiteren Textil- und Wäschereimaschinen für den Hausgebrauch, wie etwa Waschmaschinen, Wäschetrockner oder Nähmaschinen. Von diesen Objekten sind die 16 Kastenmangeln mit ihrem Zubehör (mehrere Holzdocken und vier Mangeltische) bedeutendstes Dokument für die Mechanisierung der anstrengenden Handarbeit des Wäscherollens mit Mangelbrett und Rollholz und aufgrund ihrer heutigen Seltenheit und der großen technikgeschichtlichen sowie hauswirtschaftsgeschichtlichen Bedeutung als Kulturdenkmäler nach § 2 des Sächsischen Denkmalschutzgesetzes anzusehen. | 09304388 |
| Direkt Bild zu diesem Denkmal hochladen | Wohnhaus und Seitengebäude | Am Schulberg 2 (Karte)                                             | 1670 Dendro (vordere Haushälfte); 1. Viertel 18. Jahrhundert (hintere Haushälfte)                                                                                  | Als älteste Fachwerk-Gebäude des Ortes von bau- und hausgeschichtlicher Bedeutung, seit 2019 zugehörig zur Pufferzone des UNESCO-Welterbes Montanregion Erzgebirge/Krušnohoří | 08985233 |
| Direkt Bild zu diesem Denkmal hochladen | Wohnhaus | Am Schulberg 6 (Karte)                                             | Um 1840 | Straßenbildprägendes Gebäude von imposanter Kubatur, baugeschichtlich von Bedeutung, seit 2019 zugehörig zur Pufferzone des UNESCO-Welterbes Montanregion Erzgebirge/Krušnohoří | 08985235 |
|                                         | Schule (Grundschule Halsbrücke) | Am Schulberg 10 (Karte)                                            | 1872 laut Literatur | Schlichter zeittypischer Putzbau von ortsgeschichtlicher Bedeutung | 08985804 |
| Weitere Bilder                          | Hohe Esse, Rauchgaskanal einschließlich Kanalbrücke sowie Schlackenhalde | An der Hohen Esse (Karte)                                          | 1888/89 (Rauchgaskanal, Schornstein und Kanalbrücke); 1900–1961 (Halde)                                                                                            | Landschaftsbildprägende Zeugnisse der Halsbrücker Hüttengeschichte (siehe auch 08985328), große Schlackenhalde trotz teilweiser Rekultivierung und Sanierung aufgrund ihrer charakteristischen Form als mittels Seilbahn aufgeschüttete Halde erkennbar, Rauchgaskanal und Hohe Esse zur Ableitung giftiger Rauchgase des Hüttenwerks von bau-, orts-, industrie- und technikgeschichtlicher Bedeutung sowie als Zeugnisse der Hüttenrauchproblematik des 19. Jahrhunderts auch von umweltgeschichtlichem Wert, die Hohe Esse zudem als einst welthöchster Schornstein und heute noch höchster Ziegelschornstein Europas mit großer Fernwirkung und Wahrzeichencharakter von nationaler Bedeutung, seit 2019 zugehörig zur Kernzone und Pufferzone des UNESCO-Welterbes Montanregion Erzgebirge/Krušnohoří | 08985257 |
| Direkt Bild zu diesem Denkmal hochladen | Wasserhaus eines ehemaligen Hakenhofes in Hanglage | An der Hohen Esse 3 (Karte)                                        | Bezeichnet mit 1842 | Im Originalzustand erhaltenes seltenes Wasserhaus mit Pumpe und Steintrog, sozial- und wirtschaftsgeschichtlich von Bedeutung | 08985385 |
| Direkt Bild zu diesem Denkmal hochladen | Wohnstallhaus eines Hakenhofes | An der Hohen Esse 9 (Karte)                                        | Mitte 18. Jahrhundert | In gutem Originalzustand erhaltenes Zeugnis ländlicher Fachwerkbauweise, baugeschichtlich von Bedeutung | 08985386 |
| Direkt Bild zu diesem Denkmal hochladen | Hüttenarbeiterwohnhaus | August-Bebel-Straße 2 (Karte)                                      | Anfang 18. Jahrhundert, spätere Veränderungen | Fachwerkbau in markanter ortsbildprägender Lage, sozialgeschichtliches Zeugnis für die Wohnweise der Hüttenarbeiter, bau- und hausgeschichtlich von Bedeutung | 08985240 |
| Direkt Bild zu diesem Denkmal hochladen | Wohnhaus für Hüttenarbeiter | August-Bebel-Straße 4 (Karte)                                      | 1675 Dendro | Fachwerkbau in markanter ortsbildprägender Lage, wegen seines hohen Alters von besonderer bau- und hausgeschichtlicher Bedeutung | 08985239 |
| Direkt Bild zu diesem Denkmal hochladen | Relieftafeln des Kulturhauses „Beihilfe“ | August-Bebel-Straße 14 (Karte)                                     | 1952 | Nach Abbruch des Kulturhauses 1996 im Gastraum der „Sandmühle“ in die Wand eingelassene Steinplatten mit Bergbaumotiven, als letztes Zeugnis des zur Verbesserung der Arbeitsbedingungen der Bergleute errichteten Kulturhauses von regionalgeschichtlichem Wert. 1951/52 ließ das VEB Bergbau- und Hüttenkombinat „Albert Funk“ Freiberg ein Kulturhaus auf dem Gelände der Grube „Beihilfe“ am Hammerberg errichten, das die Lebens- und Arbeitsbedingungen der Beschäftigten in Halsbrücke verbessern und bereichern sollte. Die großzügig durchfensterte dreiflügelige Anlage umfasste neben einer Schwarz-Weiß-Kaue für die Bergleute der Grube „Beihilfe“ auch eine Betriebskantine, eine Bibliothek, ein Musik- und Lesezimmer, in dem Vorträge, Weiterbildungen und verschiedene Feiern/Feierlichkeiten stattfanden, einen großen Saal für Veranstaltungen und Filmvorführungen im Obergeschoss sowie im Nebenflügel eine Arzt- und Zahnarztpraxis für die Beschäftigten des Kombinats und die Gemeinde. Nach mehrjährigem Leerstand kam es 1996 zum Abbruch des Gebäudekomplexes. Das über dem Eingangsportal des Haupteingangs befindliche Relief, das Bergleute bei verschiedenen Arbeiten unter Tage zeigt, wurde von den Eigentümern der „Sandmühle“ gerettet und in eine Seitenwand des Gastraumes der „Sandmühle“ integriert. Dem Relief kommt dabei weniger eine künstlerische als eine regionalgeschichtliche Bedeutung als Zeugnis des Bergbaus bzw. der vom Kombinat „Albert Funk“ angestrebten Verbesserung der Lebens- und Arbeitsbedingungen der Bergleute nach 1945 zu, die zur Errichtung des Kulturhauses führte. In der Bildsprache des sozialistischen Realismus gehalten reiht sich das Relief dabei in jene baubezogenen Kunstwerke ein, die der ab 1952 in der DDR bestehenden Regelung zur „Kunst am Bau“ folgten. Ein bis zwei Prozent der jeweiligen Bausummen von Verwaltungs-, Kultur- oder Sozialbauten waren dieser zufolge für eine künstlerische Ausgestaltung aufzuwenden. | 08985797 |
| Weitere Bilder                          | Empfangsgebäude und Güterschuppen mit Zwischenbau des Bahnhofs Halsbrücke | Bahnhofstraße 4 (Karte)                                            | 1905 | Einfach gestalteter Klinkerbau mit angeschlossenem Güterschuppen, verbliebene Zeugnisse des für die industrielle Entwicklung des Ortes bedeutsamem Bahnhofes und der Stichbahn Freiberg–Halsbrücke (6615, sä. FH), bis zur Einstellung des Verkehrs 1995 bedeutsam vor allem für den Erztransport des Freiberger Reviers zu den Halsbrücker Hütten sowie für den Abtransport der Hüttenerzeugnisse, zahlreiche Rückbauten, 2019 Umnutzung der Gebäude zum Brauhaus, orts-, bau- und eisenbahngeschichtlich von Bedeutung, seit 2019 zugehörig zur Pufferzone des UNESCO-Welterbes Montanregion Erzgebirge/Krušnohoří. Der Bahnhof Halsbrücke ist Endstation der Stichbahn Freiberg–Halsbrücke. Die ortsansässigen Bergbauunternehmen strebten nach einer Anbindung an das Eisenbahnnetz, um den Gütertransport sowohl zwischen den Freiberger Gruben und den Halsbrücker Hütten als auch den Transport der Produkte der Hütten schneller, kostengünstiger und auch sicherer zu regeln als über den Straßenverkehrsweg. Im Dezember 1887 genehmigte der Landtag den Bau der regelspurigen Sekundärbahnen Freiberg–Halsbrücke sowie Berthelsdorf–Großhartmannsdorf und Brand-Erbisdorf–Langenau. Im Frühjahr 1889 begannen die Arbeiten an der Strecke und waren im Sommer 1890 abgeschlossen. Dem Personenverkehr wurde von Beginn an nur eine untergeordnete Bedeutung beigemessen. Mit Streckeneröffnung 1890 wurde auch der Endpunkt der Strecke in Halsbrücke für den Güter- und Personenverkehr eröffnet. Im Jahr 1905 erfuhr die Haltestelle eine Aufwertung zum Bahnhof. Nach der Einstellung des Bergbaus in Freiberg 1969 verlor die Strecke an Bedeutung, so dass 1975 der Personenverkehr und 1995 schließlich auch der Güterverkehr eingestellt wurden. Heute hat sich von dem ehemals bedeutenden Umschlagplatz für die Rohstoffe und Produkte der Halsbrücker Hütten und Betriebe lediglich das Empfangsgebäude mit dem angeschlossenen Güterschuppen erhalten. Letzte bauliche Veränderungen erfolgten 2016 mit dem Rückbau des Oberbaus im Bahnhofsbereich. Das Empfangsgebäude wurde in Klinkerbauweise als zweigeschossiger Bau mit Satteldach zweckmäßig und einfach gestaltet. Als einziger Schmuck heben sich die Fenstergewände in Sandstein von der sonst schmucklosen Fassade ab. Der eingeschossige Güterschuppen mit Laderampe und dem typischen weit überstehendem Dach ist über einen Zwischenbau am Empfangsgebäude angegliedert. Dem in der sächsischen Hochindustrialisierungsphase entstandenen Bahnhof Halsbrücke kommt als Anschlussstelle des Güter- und Personenverkehrs an das Eisenbahnnetz eine ortsgeschichtliche und auch eisenbahngeschichtliche Bedeutung zu. | 08985244 |
| Direkt Bild zu diesem Denkmal hochladen | Kohleverladestation (für das Pappenwerk in Großschirma) an den Bahngleisen auf Bahndamm-Stützmauer (Rustikamauer) | Bergmannsweg (Karte)                                               | Um 1900 | Seltenes technisches Zeugnis der Eisenbahngeschichte, seit 2019 zugehörig zur Pufferzone des UNESCO-Welterbes Montanregion Erzgebirge/Krušnohoří | 08985236 |
| Direkt Bild zu diesem Denkmal hochladen | Berghang mit terrassenartig gestaffelten ehemaligen Kunstgräben (parallel zueinander) | Bergmannsweg                                                       | 17. Jahrhundert | Landschaftsprägende Geländestufen, seltenes Zeugnis der frühen Bergbaugeschichte (Lage: zwischen Bergmannsweg 9 und Hauptstraße 10) | 08985270 |
| Direkt Bild zu diesem Denkmal hochladen | Inschrift an der Felswand hinter dem Wohnhaus | Bergmannsweg 9 (Karte)                                             | Bezeichnet mit 1866 | Volkskundliches Zeugnis einer vom Bergbau geprägten Gegend, Zeugnis für die Frömmigkeit der Bergleute | 08985271 |
| Direkt Bild zu diesem Denkmal hochladen | Wohnhaus | Freiberger Weg 2 (Karte)                                           | Ende 18. Jahrhundert | In gutem Originalzustand erhaltenes Zeugnis der Wohnweise in einer vom Bergbau geprägten Gegend, baugeschichtlich von Bedeutung, seit 2019 zugehörig zur Pufferzone des UNESCO-Welterbes Montanregion Erzgebirge/Krušnohoří | 08985252 |
| Direkt Bild zu diesem Denkmal hochladen | Wohnhaus (ehemaliges Pochwerk) | Freiberger Weg 9 (Karte)                                           | 1845 | Giebelständig zur Mulde gerichteter Bau, bergbaugeschichtlich von Bedeutung, seit 2019 zugehörig zur Pufferzone des UNESCO-Welterbes Montanregion Erzgebirge/Krušnohoří | 08985262 |
| Direkt Bild zu diesem Denkmal hochladen | Wohnhaus (ehemaliges Pochwerk) | Freiberger Weg 11 (Karte)                                          | 1830 | Giebelseitig zur Mulde gerichteter landschaftsprägender Bau, bergbaugeschichtlich von Bedeutung, seit 2019 zugehörig zur Pufferzone des UNESCO-Welterbes Montanregion Erzgebirge/Krušnohoří | 08985261 |
| Direkt Bild zu diesem Denkmal hochladen | Brunnenhaus | Freiberger Weg 25 (bei) (Karte)                                    | Bezeichnet mit 1841 im Türsturz | Seltener Bau von hoher Originalität, sozialgeschichtlich von Bedeutung | 08985251 |
| Direkt Bild zu diesem Denkmal hochladen | Wohnhaus | Geschwister-Scholl-Straße 5 (Karte)                                | 1848 | Regional- und zeittypischer Fachwerkbau, baugeschichtlich und straßenbildprägend von Bedeutung | 08985242 |
| Direkt Bild zu diesem Denkmal hochladen | Schule (mit Innenausstattung), Turnhalle, Schulfreiraum mit Pergola, Wasserbecken mit Bronzeplastik und Stützmauern (Oberschule Halsbrücke) | Geschwister-Scholl-Straße 8 (Karte)                                | 1955–1957 laut Literatur | Herausragendes Zeugnis der Baugeschichte aus den 1950er Jahren, in sehr gutem Originalzustand erhalten, bau-, sozial-, garten- und ortsgeschichtlich von Bedeutung | 08985241 |
|                                         | Abschnitt sowie zwei Pfeiler einer Wasserleitungsbrücke (Einzeldenkmale der Sachgesamtheit 08985328) | Hauptstraße (Karte)                                                | 1796 | Einzeldenkmale der Sachgesamtheit Roter Graben, Teilstücke der ehemaligen Wasserleitung zwischen Rotem Graben und Amalgamierwerk (siehe auch 08985328); im rechten Winkel zur Hauptstraße verlaufend, versorgte das Amalgamierwerk mit Aufschlagwasser zum Antrieb mehrerer Wasserräder sowie mit Prozesswasser für die Fässeramalgamation zur Extraktion des Silbers aus den dort verarbeiteten Erzen, zudem Bereitstellung von Löschwasser für das im Hof des Amalgamierwerks als zentrale Feuerlöschanlage errichtete Druckwerk, ortsbildprägende Zeugnisse der Hüttengeschichte, insbesondere in Verbindung mit dem noch teilweise erhaltenen Amalgamierwerk von hohem Dokumentwert für dessen technische Infrastruktur und damit von großer technikgeschichtlicher Bedeutung (siehe auch das Sachgesamtheitsteildokument 09306950 in der Denkmalliste der Gemeinde Halsbrücke), seit 2019 zugehörig zur Kernzone des UNESCO-Welterbes Montanregion Erzgebirge/Krušnohoří | 08985214 |
| Direkt Bild zu diesem Denkmal hochladen | Gaststätte mit Saalanbau | Hauptstraße 1 (Karte)                                              | Mitte 19. Jahrhundert (Gasthaus); um 1900 (Saal) | Straßenbildprägender Gasthof, ortsgeschichtlich von Bedeutung, seit 2019 zugehörig zur Kernzone des UNESCO-Welterbes Montanregion Erzgebirge/Krušnohoří. Ehemals denkmalgeschützte Scheune zwischen 2009 und 2014 abgerissen. | 08985238 |
| Direkt Bild zu diesem Denkmal hochladen | Wohnhaus und Seitengebäude | Hauptstraße 2 (Karte)                                              | 1808 | Gebaut als Bergschmiede mit Wohnhaus, Kohlenhaus und Schmiede, ab 1847 Beamtenwohnhaus, genannt unteres Beamtenwohnhaus, bergbau- und ortsgeschichtlich bedeutsam, unveränderte Originalsubstanz, seltenes Seitengebäude mit schönem Portal, Kubatur und Gestaltung noch baroc, seit 2019 zugehörig zur Pufferzone des UNESCO-Welterbes Montanregion Erzgebirge/Krušnohoří | 08985226 |
|                                         | Amalgamierwerk mit Nordflügel und Mauerresten des Südflügels, drei Schornsteinen, Verwaltungsgebäude II, Abschnitte vom Rauchgaskanal mit Öffnungen, Treibehütte, Esse, Pochwerkshalde mit Mauern, Flammofenhütte, Hüttengraben (Rösche) und Erzhaus (Ruine)                       | Hauptstraße 3 (Karte)                                              | 1612 (Hüttengründung); bezeichnet mit 1787–1790 (Inschrifttafel); 1787/91 (Amalgamierwerk); 1857 (Verwaltungsgebäude II); um 1913 (Schornsteingruppe Laborgebäude) | Denkmal der Hüttengeschichte von überregionaler Bedeutung, Zeugnisse der Technikgeschichte der Buntmetallurgie und der Umweltgeschicht, seit 2019 zugehörig zur Kernzone und Pufferzone des UNESCO-Welterbes Montanregion Erzgebirge/Krušnohoří | 08985328 |
| Direkt Bild zu diesem Denkmal hochladen | Ehemaliges Kulturhaus | Hauptstraße 3 (Karte)                                              | 1950er Jahre | Im Zusammenhang mit der Hütte Halsbrücke errichtet, eindrucksvoller Bau der 1950er Jahre, bau-, orts- und kulturgeschichtlich von Bedeutung, seit 2019 zugehörig zur Kernzone des UNESCO-Welterbes Montanregion Erzgebirge/Krušnohoří | 08985378 |
| Direkt Bild zu diesem Denkmal hochladen | Röschenmundloch sowie Abschnitt des Kunstgrabens „Roter Graben“ mit Stützmauer (Einzeldenkmale der Sachgesamtheit Roter Graben) | Hauptstraße 7 (bei); 7a (bei); 9 (bei); 11 (bei); 13 (bei) (Karte) | 16. Jahrhundert (Kunstgraben); bezeichnet mit 1698 (untere Reihe Stützmauer); bezeichnet mit 1735 (Mundloch)                                                       | Einzeldenkmale der Sachgesamtheit Roter Graben; Kunstgraben zählt zu den ältesten bergbaulichen Wasserhaltungsanlagen im Halsbrücker Bergbaurevier, führt heute Wasser aus den Grubenbauen der ehemaligen Himmelfahrt Fundgrube vom Kgl. Verträgl. Gesellschaft Stolln (Freiberg) über Ortsteil Tuttendorf nach Halsbrücke (siehe auch 08985266), von singulärer bergbaugeschichtlicher Bedeutung (siehe auch Sachgesamtheit 09306950), seit 2019 zugehörig zur Kernzone und Pufferzone des UNESCO-Welterbes Montanregion Erzgebirge/Krušnohoří | 08985269 |
| Direkt Bild zu diesem Denkmal hochladen | Bergarbeiterwohnhaus | Hauptstraße 10 (Karte)                                             | Anfang 19. Jahrhundert | Imposanter Wohnbau mit Sichtfachwerk über zwei Geschosse, baugeschichtlich von Bedeutung, als ehemalige Erzwäsche von bergbaugeschichtlicher Bedeutung, seit 2019 zugehörig zur Pufferzone des UNESCO-Welterbes Montanregion Erzgebirge/Krušnohoří | 08985237 |
| Direkt Bild zu diesem Denkmal hochladen | Ehemaliges Schlackenbad, später Schmiede (mit altem Schmiedebalg) | Hauptstraße 16 (Karte)                                             | 1804 | Spätbarocker Putzbau mit markantem Schopfwalmdach, baugeschichtlich von Bedeutung, als einzige in Sachsen erhaltene ehemalige Badeanstalt für Berg- und Hüttenarbeiter von besonderer sozialhistorischer und medizingeschichtlicher Bedeutung. Das ehemalige Schlackenbad von Halsbrücke ist ein 1804 von Johann Ernst Spieß eigens als Badeanstalt errichtetes Gebäude mit markantem Schopfwalmdach, in dem sich im Erdgeschoss ursprünglich etliche Badezellen für die Badegäste – hauptsächlich Arbeiter aus dem benachbarten Hüttenbetrieb – befanden. In Wannenbädern kamen sie in den Genuss der warmen Schlackenwässer, also von Badewasser, das ursprünglich zur Abkühlung heißer Schlacken aus den Verhüttungsprozessen besagter Hütte benutzt wurde und damit mit verschiedenen Mineralstoffen und Salzen (Schwefel, Kupfer, Vitriol, …) angereichert war. Diesen sprach man – analog zu den Wässern aus natürlichen Mineralquellen – eine heilende Wirkung bei verschiedenen berg- und hüttenmännischen Krankheitsbildern wie Lähmungen, Gicht, Rheuma, Bergsucht (Lungenkrankheiten) oder Bleikolik zu, so etwa nachzulesen bei Johann Friedrich Henckels Publikation „Bethesda portuosa, Das hülffreiche Wasser zum langen Leben : Insonderheit in dem Lauchstädter Brunnen bey Merseburg und in dem Schlacken-Bade zu Freyberg“ von 1726. Der Badebetrieb am Standort wurde mit einem ersten Badehaus-Neubau 1801 von Steiger Gottlob Benjamin Heymann aufgenommen. Zuvor hatte dieser – mit kurfürstlicher Genehmigung – bereits über einige Jahre hinweg im eigenen Wohnhaus vier Badezellen zur allgemeinen Nutzung von schlackenwässern angeboten. Aber erst mit dem von Spieß 1804 neu eingerichteten Kurhaus etablierte sich der Badebetrieb und erhielt in der Folgezeit auch eine Konzession zum Ausschank alkoholischer Getränke an die Badegäste. Von 1821 bis zu seinem Tod 1871 betrieb Johann Karl Kummer Badeanstalt und Gaststätte „Kummers Hof“, danach folgten häufige Besitzer- und Nutzungswechsel, so diente das 1804 errichtete Schlackenbad zwischenzeitlich auch als Schmiede. Nachdem die noch zu DDR-Zeiten v. a. von Hüttenarbeitern frequentierte Gaststätte nach der Wende geschlossen wurde, blieben die Gebäude überwiegend ungenutzt. Zuletzt folgte der Abbruch des älteren Badehauses. Vergleichbare, in Muldenhütten und Freital im 18. bzw. 19. Jahrhundert betriebene Badeanstalten für Berg- und Hüttenarbeiter haben sich ebenfalls nicht erhalten, womit das 1804 errichtete Schlackenbad von Halsbrücke sachsenweit singulär und von besonderer montan-, sozial- und medizinhistorischer Bedeutung ist.                                           | 08985232 |
|                                         | Hüttenarbeiterwohnhaus mit Anbau | Hauptstraße 20 (Karte)                                             | Um 1800 | Der Hütte gegenüber liegender, giebelständig zur Straße stehender markanter Fachwerkbau mit Schopfwalmdach, baugeschichtlich, sozialgeschichtlich und straßenbildprägend von Bedeutung, seit 2019 zugehörig zur Kernzone des UNESCO-Welterbes Montanregion Erzgebirge/Krušnohoří | 08985228 |
|                                         | Wohnhaus, Nebengebäude und Einfriedung | Hauptstraße 21 (Karte)                                             | Um 1895 | Straßenbildprägender und gut gegliederter Klinkerbau, weitgehend im Originalzustand erhalten, baugeschichtlich von Bedeutung | 08985247 |
| Direkt Bild zu diesem Denkmal hochladen | Hüttenarbeiterwohnhaus | Hauptstraße 22 (Karte)                                             | Um 1800 | Regionaltypischer Fachwerkbau, baugeschichtlich von Bedeutung, sozialhistorisches Zeugnis für die Wohn- und Lebensweise der Hüttenarbeiter, seit 2019 zugehörig zur Kernzone des UNESCO-Welterbes Montanregion Erzgebirge/Krušnohoří | 08985231 |
| Direkt Bild zu diesem Denkmal hochladen | Hüttenarbeiterhaus | Hauptstraße 24 (Karte)                                             | Um 1800 | Zur gegenüber liegenden Hütte gehörig, ortsbildprägender Wohnbau mit Sichtfachwerk über zwei Geschosse, baugeschichtlich von Bedeutung und sozialhistorisches Zeugnis der Hüttengeschichte, seit 2019 zugehörig zur Kernzone des UNESCO-Welterbes Montanregion Erzgebirge/Krušnohoří | 08985230 |
| Direkt Bild zu diesem Denkmal hochladen | Hüttenarbeiterhaus | Hauptstraße 26 (Karte)                                             | Um 1800 | Zur gegenüber liegenden Hütte gehörig, ortsbildprägender Wohnbau mit Sichtfachwerk über zwei Geschosse, baugeschichtlich von Bedeutung und sozialhistorisches Zeugnis der Hüttengeschichte, seit 2019 zugehörig zur Kernzone des UNESCO-Welterbes Montanregion Erzgebirge/Krušnohoří | 08985229 |
| Direkt Bild zu diesem Denkmal hochladen | Gasthaus Silberblick | Hauptstraße 30 (Karte)                                             | Um 1870 | In Bahnhofsnähe gelegener Gasthof von ortshistorischer Bedeutung mit hohem Erinnerungswert, straßenbildprägende Lage, seit 2019 zugehörig zur Pufferzone des UNESCO-Welterbes Montanregion Erzgebirge/Krušnohoří | 08985246 |
| Direkt Bild zu diesem Denkmal hochladen | Zwei Schulgebäude (Berufsschule Halsbrücke) | Hauptstraße 54 (Karte)                                             | 1950er Jahre | Im Winkel zueinander stehende stattliche, gut proportionierte Baukörper in zeittypischer Kubatur mit markantem Satteldach, bau- und ortsgeschichtlich von Bedeutung | 08985805 |
| Direkt Bild zu diesem Denkmal hochladen | Roter Graben (Sachgesamtheit) | Hüttengasse (Karte)                                                | 1614/1615 | Sachgesamtheit Roter Graben: Kunstgraben einschließlich aller Einleitungs- und Abschlagbauwerke, des begleitenden Grabendamms, aller zugehörigen Graben- und Stützmauern, der Röschen mit ihren Mundlöchern, der überquerenden Brücken und zugehöriger Markscheidesteine im Gemeindegebiet von Freiberg und Halsbrücke, davon gehören zum Teilabschnitt in Halsbrücke die Einzeldenkmale Straßenbrücke und Markscheidestein (08985212), Teilabschnitt des Kunstgrabens mitsamt Grabendamm und einschließlich aller Graben- und Stützmauern sowie Rösche einschließlich beider Mundlöcher (08985269), Teilabschnitt des Kunstgrabens einschließlich Grabenmauern, Mundloch sowie Markscheidestein (Hüttengassen), Erzwäsche mit Radstube und zwei Stützmauern sowie Teilabschnitt des Kunstgrabens mitsamt Grabendamm und einschließlich aller Graben- und Stützmauern (08985215), Aquädukt (08985214) sowie Kunstgraben mitsamt Grabendamm und Auffahrtsrampen sowie einschließlich aller Abschläge, Graben- und Stützmauern (08985309); bedeutende bergbauwasserwirtschaftliche Anlage des 17. Jahrhunderts zur Versorgung der Kunstgezeuge, Göpel und Aufbereitungsanlagen des Halsbrücker Bergbaus mit Aufschlagwasser, später auch Versorgung der Hütte Halsbrücke und des dortigen Amalgamierwerkes, dabei Teil eines kaskadenartig angelegten Wasserversorgungssystems aus mehreren übereinander angelegten Kunstgräben im Tal der Freiberger Mulde und stark landschaftsbildprägend, aufgrund der Einleitung rot gefärbter Stollnwasser durch ausgeschwemmte Eisenverbindungen ab der Mitte des 17. Jahrhunderts als Roter Graben bezeichnet, trotz verschiedener Sanierungsmaßnahmen bis heute authentisch und über eine weite Strecke wasserführend erhalten, daher von großem Erlebniswert, zusammen mit trockengefallenen Teilabschnitten nicht nur den einstigen Verlauf dokumentierend, sondern auch die Komplexität dieses Wasserversorgungssystems mit etlichen Einleitungs- und Abschlagbauwerken sowie unterschiedlichen Wassernutzungen, bergbauwasserwirtschaftliche Anlage von überregionaler bergbaugeschichtlicher und technikgeschichtlicher Bedeutung (siehe auch 09306948 in der Freiberger Denkmalliste sowie 08985258) | 09306950 |
| Direkt Bild zu diesem Denkmal hochladen | Abschnitt des Roten Grabens am linken Ufer der Freiberger Mulde mit Brücke (neben Freiberger Weg 11), Rösche und Röschenmundloch (Hüttengasse) zur Wasserzuführung für den Halsbrücker Bergbau (Einzeldenkmale der Sachgesamtheit Roter Graben)                                    | Hüttengasse (Karte)                                                | 1735 | Einzeldenkmale der Sachgesamtheit Roter Graben; bergbauhistorische Bedeutung, bildet Sachgesamtheit mit Rotem Graben und Grube „Oberes Neues Geschrei“ (siehe auch Flurstücke 471, 472, 473 und 581 in Tuttendorf und 09306950), seit 2019 zugehörig zur Kernzone des UNESCO-Welterbes Montanregion Erzgebirge/Krušnohoří | 08985212 |
| Direkt Bild zu diesem Denkmal hochladen | Mundloch | Krummenhennersdorfer Straße (Karte)                                | 17. Jahrhundert | Frühes Zeugnis der Bergbaugeschichte in Halsbrück, seit 2019 zugehörig zur Pufferzone des UNESCO-Welterbes Montanregion Erzgebirge/Krušnohoří | 08985267 |
| Direkt Bild zu diesem Denkmal hochladen | Halde sowie Schachtaufsattelung des Gotthelf Schaller Schachtes | Krummenhennersdorfer Straße (Karte)                                | 18./19. Jahrhundert | Ortsbildprägende Haldenaufschüttung, Zeugnis bergbaulicher Tätigkeiten des 18. und 19. Jahrhunderts, vor allem als Tageschacht zur Auffahrung des Anna Stollns bis zum Kunst- und Treibeschacht der Grube Oberes Neues Geschrei im Zuge des Baus des Rothschönberger Stollns von Bedeutung und daher bergbaugeschichtlich von Relevanz | 08985264 |
| Weitere Bilder                          | Erzwäsche der Grube Oberes-Neues-Geschrei mit Radstube, Stützmauern und Abschnitt des Roten Grabens (Einzeldenkmale der Sachgesamtheit Roter Graben) | Krummenhennersdorfer Straße 2 (Karte)                              | 1613 (Roter Graben angelegt); um 1840 (Bergbau-Wasseranlage) | Einzeldenkmale der Sachgesamtheit Roter Graben; bergbauhistorische Bedeutung, bildet Sachgesamtheit mit Grube „Oberes Neues Geschrei“ sowie mit Rotem Graben (siehe auch 09306950), seit 2019 zugehörig zur Kernzone des UNESCO-Welterbes Montanregion Erzgebirge/Krušnohoří | 08985215 |
|                                         | Ehemaliges Schweizerhaus und Seitengebäude eines Kanzleilehngutes (ursprünglich Vorwerk, ehemaliges Kanzleilehngut) | Loßnitzer Weg 6 (Karte)                                            | Ende 18. Jahrhundert (Schweizerhaus); Ende 19. Jahrhundert (ehemaliger Kuhstall)                                                                                   | Zeit- und landschaftstypische Gebäude von baugeschichtlichem und sozialgeschichtlichem Wert | 09299947 |
| Direkt Bild zu diesem Denkmal hochladen | Huthaus (Freudenstein Erbstolln, Halsbrückner Revier, Freiberger Nordrevier) | Muldental 9 (Karte)                                                | Um 1790 | Ehemaliges Huthaus und Bergarbeiterwohnhaus der Grube Freudenstein Erbstolln, siehe auch zugehöriges Stollnmundloch, Aufschlagrösche mit Radstube sowie Einfriedung des ehemaligen. Ausschlagplatzes (08985256), ortsbildprägender Fachwerkbau von hoher bergbau- und sozialgeschichtlicher Bedeutung, seit 2019 zugehörig zur Pufferzone des UNESCO-Welterbes Montanregion Erzgebirge/Krušnohoří | 08985255 |
| Direkt Bild zu diesem Denkmal hochladen | Mundloch des Freudenstein Stollns, Aufschlagrösche mitsamt Mundloch und untertägiger Radstube, Pinge des Alten Kunstschachts, Halde des Neuen Kunstschachts sowie Einfriedung des ehemaligen Ausschlagplatzes (Freudenstein Erbstolln, Halsbrückner Revier, Freiberger Nordrevier) | Muldental 9 (neben) (Karte)                                        | Bezeichnet mit 1765 (linke Felswand und Schlussstein des Mundlochs); 18. Jahrhundert (Halde und Binge des Neuen Kunstschachts)                                     | Zeugnisse bergbaulicher Tätigkeiten sowie bergbautechnischer Betriebsabläufe der Grube Freudenstein Erbstolln von hoher bergbaugeschichtlicher Bedeutung, zudem großer Dokumentwert aufgrund des durch Inschriften belegten Besuchs durch Prinzregent Xaver und sein Mündel, den Kurfürsten Friedrich August III., im Kontext der Gründung der Freiberger Bergakademie und damit auch von landes- und universitätsgeschichtlicher Bedeutung, seit 2019 zugehörig zur Pufferzone des UNESCO-Welterbes Montanregion Erzgebirge/Krušnohoří | 08985256 |
| Direkt Bild zu diesem Denkmal hochladen | Wohnstallhaus und zwei Scheunen eines Dreiseithofes | Oberer Sandweg 17 (Karte)                                          | 18. Jahrhundert | Einer der ältesten Höfe in Fachwerkbauweise von Halsbrücke, bau- und heimatgeschichtlich von Bedeutung | 08985382 |
| Weitere Bilder                          | Rothschönberger Stolln (Sachgesamtheit), 7. Lichtloch, 8. Lichtloch | Straße der Jugend 49 (Karte)                                       | 1844 | Sachgesamtheitsbestandteil der Sachgesamtheit Röthschönberger Stolln, mit Lichtlöchern, Funktionsgebäuden, Gräben, Röschen, Halden und Mundlöchern in den Gemeinden Triebischtal, Halsbrücke sowie Reinsberg, davon gehören zum Teilabschnitt in der Gemarkung Halsbrücke: das 7. Lichtloch (Straße der Jugend 49) mit Bergschmiede (auch Einzeldenkmal), Treibehaus mit Radstube (auch Einzeldenkmal), Wassergöpel (Sachgesamtheitsteil), Pulverturm (auch Einzeldenkmal) und Halde (Sachgesamtheitsteil) sowie 8. Lichtloch (Am Sandberg, östlich von Nr. 16) mit Schachtmauer, Halde, Schachtaufsattelung, Förderturm – Kopie 1993, Schuppen, Kaue (alle Sachgesamtheitsteile); Bergbauanlage von überregionaler technikgeschichtlicher Bedeutung (siehe auch Sachgesamtheitsteildokumente in den Denkmallisten der Gemeinden Halsbrücke und Reinsberg sowie in den Einzeldenkmallisten der genannten Gemeinden) | 08985210 |
| Weitere Bilder                          | Bergschmiede, Treibehaus mit Radstube und Pulverturm des 7. Lichtloches (Einzeldenkmale der Sachgesamtheit Rothschönberger Stolln) | Straße der Jugend 49 (Karte)                                       | 1844 (Bergschmiede und Pulverturm); 1850 (Treibehaus) | Einzeldenkmale der Sachgesamtheit Rothschönberger Stolln; Bergbauanlagenteile von überregionaler technikgeschichtlicher Bedeutung (siehe auch Sachgesamtheitsdokumente in den Gemeinden Triebischtal (Rothschönberg), Halsbrücke (Halsbrücke, Krummenhennersdorf), Reinsberg (Neukirchen, Reinsberg)), seit 2019 zugehörig zur Kernzone des UNESCO-Welterbes Montanregion Erzgebirge/Krušnohoří | 09300531 |

## Conradsdorf
| Bild                                    | Bezeichnung | Lage                                  | Datierung | Beschreibung | ID       |
| --------------------------------------- | --- | ------------------------------------- | --- | --- | -------- |
| Weitere Bilder                          | Steinbogenbrücke über Mulde und Mühlgraben der unteren Ratsmühle                                                                           | Alte Dresdner Straße (Karte)          | Bezeichnet mit 1501                                                                                                | Markantes ortsbildprägendes Denkmal der Verkehrsgeschichte, baugeschichtlich und ortsbildprägend von Bedeutung, seit 2019 zugehörig zur Kernzone des UNESCO-Welterbes Montanregion Erzgebirge/Krušnohoří | 08985296 |
| Weitere Bilder                          | Dorfkirche und Kirchhof Conradsdorf (Sachgesamtheit)                                                                                       | Alte Dresdner Straße (Karte)          | 1871–1872 | Sachgesamtheit Dorfkirche und Kirchhof Conradsdorf, mit folgenden Einzeldenkmalen: Kirche mit Ausstattung, sechs Grabmale, VVN-Denkmal, Soldatengrabmal und Kirchhofseinfriedung (siehe 08985290) sowie der Kirchhof (Sachgesamtheitsteil); neogotische Saalkirche mit Chorturm und Dachreiter, bau- und ortsgeschichtlich von Bedeutung | 09305675 |
| Weitere Bilder                          | Kirche mit Ausstattung, sechs Grabmale, VVN-Denkmal, Soldatengrabmal und Kirchhofseinfriedung (Einzeldenkmale der Sachgesamtheit 09305675) | Alte Dresdner Straße (Karte)          | 1871–1872 (Kirche); bezeichnet mit 1876 (Altarbild); 1898 (Orgel und Orgelprospekt); 18./19. Jahrhundert (Grabmal) | Einzeldenkmale der Sachgesamtheit Dorfkirche und Kirchhof Conradsdorf; neogotische Saalkirche mit Chorturm und Dachreiter, bau- und ortsgeschichtlich von Bedeutung | 08985290 |
| Direkt Bild zu diesem Denkmal hochladen | Wohnstallhaus und Seitengebäude eines Dreiseithofes                                                                                        | Alte Dresdner Straße 23 (Karte)       | 1733 (Dreiseithof); bezeichnet mit 1879 (Wohnstallhaus und Stallgebäude)                                           | Zeugnis der jüngeren ländlichen Bau- und Wirtschaftsweise, bau- und wirtschaftsgeschichtlich von Bedeutung. Ehemals denkmalgeschütztes Auszugshaus aus der Denkmalliste gestrichen. | 08985303 |
| Direkt Bild zu diesem Denkmal hochladen | Nördliche Scheune eines Dreiseithofes | Alte Dresdner Straße 27 (Karte)       | Um 1870 | Stattlicher Bau mit straßenbildprägendem Giebel mit eindrucksvoller, sakral anmutender Fenstergliederung, baugeschichtlich und ortsbildprägend von Bedeutung | 08985302 |
| Direkt Bild zu diesem Denkmal hochladen | Gasthaus und Wäschemangel | Alte Dresdner Straße 39 (Karte)       | 1845 | Straßenbildprägender Bau von ortshistorischer Bedeutung, die Wäschemangel sozialgeschichtlich bedeutend | 08985299 |
| Direkt Bild zu diesem Denkmal hochladen | Wohnstallhaus, Seitengebäude (mit Kumthalle) und Scheune eines Dreiseithofes                                                               | Alte Dresdner Straße 41 (Karte)       | 1901 | Als einer der größten Höfe des Ortes von baugeschichtlicher, ortshistorischer und ortsbildprägender Bedeutung | 08985300 |
| Direkt Bild zu diesem Denkmal hochladen | Wohnstallhaus eines Dreiseithofes | Alte Dresdner Straße 55 (Karte)       | Bezeichnet mit 1830 (Schlussstein)                                                                                 | Straßenbildprägender Fachwerkbau mit baugeschichtlicher Bedeutung | 08985295 |
| Direkt Bild zu diesem Denkmal hochladen | Pfarrhaus, Seitengebäude, Scheune, Gemeindehaus und Einfriedung mit zwei Pforten                                                           | Alte Dresdner Straße 61 (Karte)       | Ende 18. Jahrhundert (Pfarrscheune); Mitte 19. Jahrhundert (Pfarrhaus)                                             | In seiner Geschlossenheit eindrucksvoller Pfarrhof von bau- und ortsgeschichtlicher Bedeutung, bildet zudem ein Ensemble mit Kirche | 08985292 |
| Weitere Bilder                          | Sühnekreuz | Alte Dresdner Straße 61 (bei) (Karte) | Spätmittelalter | Mittelalterliches Zeugnis der Sozial- und Kulturgeschichte, Zeugnis der Ortsgeschichte | 08985291 |
| Direkt Bild zu diesem Denkmal hochladen | Wohnstallhaus und Seitengebäude eines Bauernhofes                                                                                          | Alte Dresdner Straße 62 (Karte)       | Anfang 19. Jahrhundert                                                                                             | Zeugnis der ländlichen Bau- und Wirtschaftsweise vergangener Zeiten, baugeschichtlich von Bedeutung | 08985294 |
| Direkt Bild zu diesem Denkmal hochladen | Häuslerhaus | Alte Dresdner Straße 66 (Karte)       | Mitte 19. Jahrhundert                                                                                              | Fachwerkbau, authentisches Zeugnis der Sozialgeschichte | 08985293 |
| Weitere Bilder                          | Mühle (spätere Fabrik) und Mühlgraben (Fuchsmühle, ehemalige Röllingsche Mühle und Mittlere Ratsmühle)                                     | Fuchsmühle 1 (Karte)                  | 1908 (Neuaufbau nach Brand der Mühle als Blechwarenfabrik)                                                         | Zeugnis für die Wirtschaftsweise vergangener Zeiten, orts- und technikgeschichtlich von Bedeutung, seit 2019 zugehörig zur Pufferzone des UNESCO-Welterbes Montanregion Erzgebirge/Krušnohoří | 08985350 |
| Direkt Bild zu diesem Denkmal hochladen | Fabrikantenwohnhaus | Fuchsmühle 2 (Karte)                  | Vermutlich 1893 (Neubau Fabrik und Wohnhaus nach Brand)                                                            | Zeittypischer Putzbau mit Anbau im Schweizer Stil, bau- und ortsgeschichtlich von Bedeutung | 08985351 |
| Direkt Bild zu diesem Denkmal hochladen | Stützmauer (Hochwasserschutz) | Hinterhäuser (Karte)                  | 19. Jahrhundert | Als Hochwasserschutz an der Freiberger Mulde errichtete Bruchsteinmauer, landschaftsgestaltend von Bedeutung, seit 2019 zugehörig zur Pufferzone des UNESCO-Welterbes Montanregion Erzgebirge/Krušnohoří | 08985263 |
| Direkt Bild zu diesem Denkmal hochladen | Wohnstallhaus eines ehemaligen Winkelhofes                                                                                                 | Kleinsiebenlehn 14 (Karte)            | 1664 | Eines der ältesten Gebäude in Fachwerkbauweise, bau- und hausgeschichtlich von Bedeutung | 08985304 |
| Direkt Bild zu diesem Denkmal hochladen | Häuslerhaus | Kleinsiebenlehn 16 (Karte)            | 1664 | Als eines der ältesten Gebäude von Conradsdorf bau- und hausgeschichtlich von Bedeutung | 08985305 |
| Direkt Bild zu diesem Denkmal hochladen | Mundloch des Löffler-Stolln | Löfflersteig (Karte)                  | 1848 | Bergbauhistorisches Denkmal, seit 2019 zugehörig zur Pufferzone des UNESCO-Welterbes Montanregion Erzgebirge/Krušnohoří | 08985298 |
| Direkt Bild zu diesem Denkmal hochladen | Mundloch | Muldenweg (Karte)                     | 18. Jahrhundert | Eines von ursprünglich zwei in unmittelbarer Nachbarschaft zueinander am rechten Muldenufer erhaltenen Mundlöchern, das zweite zwischenzeitlich verstürzt, bergbaugeschichtlich von Bedeutung, seit 2019 zugehörig zur Pufferzone des UNESCO-Welterbes Montanregion Erzgebirge/Krušnohoří | 08985325 |
| Direkt Bild zu diesem Denkmal hochladen | Mundloch des Hosianna-Stolln | Muldenweg 2 (Karte)                   | 1789 | Bergbaugeschichtlich von Bedeutung | 08985308 |
| Direkt Bild zu diesem Denkmal hochladen | Häuslerhaus mit Anbau (Winkelhof) | Muldenweg 10 (Karte)                  | 1686 | Authentisch erhaltenes Gehöft in Hanglage, durch das hohe Alter von besonderer bau- und hausgeschichtlicher Bedeutung, zudem wichtige landschaftsprägende Wirkung | 08985306 |
| Direkt Bild zu diesem Denkmal hochladen | Dachgeschoss mit Dachstuhl der ehemaligen Erzwäsche der Grube „Gottes Gnade und Segen“ sowie Stollnmundloch                                | Muldenweg 18 (Karte)                  | 1765, eventuell älter (Dachgeschoss)                                                                               | Straßenbildprägender Fachwerkbau mit dahinter gelegenem, schlichten Stollnmundloch von bergbaugeschichtlicher Bedeutung. 1765 wurde nahe dem Stollnmundloch eine Erzwäsche zur standortnahen Aufbereitung der geförderten Erze errichtet. Im Jahr 1807 wurde die Silbererzgrube Gottes Gnade und Segen Erbstolln, vermutlich aufgrund sinkender bzw. ausbleibender Erträge, auflässig und die zugehörige Erzwäsche von einem Bergarbeiter namens Johann Gotthelf Naumann ersteigert. 1819 folgt eine weitere Versteigerung des nun „ungangbare[n] Zechenhaus[es], Gottes Gnade und Segen Wäsche zu Conradsdorf“ durch die Erben Naumanns. Neuer Eigentümer war der Obersteiger Karl Gottlob Krätzer (vgl. Härtel 2007, S. 73). Dennoch unterlag das Gebäude weiterhin „dem gewöhnlichen Bergreservate“ (IFU 1999, S. 67), konnte also jederzeit zum Zwecke des Bergbaus reaktiviert werden. Dieser Umstand trat jedoch nicht mehr ein, so dass die ehemalige Erzwäsche seither als Wohngebäude dient und im Laufe der Jahre bedingt durch diese Umnutzung auch bauliche Veränderungen erfahren hat. Dabei sind lediglich ein Esseneinbau zwischen 1880 und 1884, der Ersatz der bisherigen Strohdeckung durch eine Hartdeckung aus Zementziegeln im Jahr 1906 sowie zwischen 1942 und 1945 die Erneuerung der Verbretterung am östlichen Wohnhausgiebel aktenkundig. Ab 1985 wurde das Haus grundlegend umgebaut. Dabei ersetzten die Eigentümer das Fachwerk im Obergeschoss durch Mauerwerk, teilweise durch Porenbeton. Weiterhin erfolgte der Einbau einer Garage, die das ursprüngliche Aussehen des Hauses ebenso veränderte, wie die zuvor genannten Baumaßnahmen. Auch an der Raumstruktur im Inneren wurden grundlegende Veränderungen vorgenommen (um 1880 umfasste das Erdgeschoss neben Flur, Schuppen und Stall eine Stube sowie einen mit „Gewölbe“ bezeichneten Raum, im Obergeschoss befand sich ein Vorsaal, zwei Stuben sowie zwei Kammern). Lediglich ein sehr alter Dachstuhl, ein Kehlbalkendach mit Hahnebalken und Mittellängsverband vermutlich um 1700 oder älter, blieb original erhalten. Da die originale Bausubstanz weitgehend verloren ging und damit auch das ursprüngliche Erscheinungsbild, kann die ehemalige Erzwäsche nicht mehr als authentisches Zeugnis der Bergbaugeschichte angesehen werden. Dieser Zeugnischarakter kommt lediglich dem hinter dem Haus befindlichen Stollnmundloch zu. Der oben beschriebene sehr alte Dachstuhl sowie die zugehörigen Giebel erlangen durch ihr hohes Alter, die Seltenheit derartiger Dachstühle und die Authentizität eine große baugeschichtliche Bedeutung. Denkmalwürdig sind demnach das Dachgeschoss der alten Erzwäsche sowie das hinter dem Haus befindliche Stollnmundloch. | 08985352 |
| Direkt Bild zu diesem Denkmal hochladen | Feldgestängebahn sowie drei Halden (Elias Erbstolln)                                                                                       | St.-Lorenz-Gegentrum (Karte)          | 18. Jahrhundert | Landschaftsgestaltende Zeugnisse der Grube Elias Erbstolln, Haldenaufschüttungen die Lage zweier Tagesschächte sowie des Elias Kunst- und Treibeschachtes und damit den untertägigen Verlauf des Erbstollns markierend, Bodeneinschnitt der Feldgestängebahn die Wasserkraftnutzung der Freiberger Mulde durch die Grube dokumentierend, das nicht erhaltene Feldgestänge diente der mechanischen Kraftübertragung von einem Kunstrad an der Mulde zu den Kunstsätzen im nordöstlich gelegenen Elias Kunst- und Treibeschacht; bergbaugeschichtlich und technikgeschichtlich von Bedeutung, seit 2019 zugehörig zur Pufferzone des UNESCO-Welterbes Montanregion Erzgebirge/Krušnohoří. Ein Feldgestänge übertrug die Kraft eines Kunstrades über größere Entfernungen bis zu den Fahr- oder Pumpenkünsten eines Schachts. Zum Betrieb der Kunstsätze im Elias Kunst- und Treibeschacht weiter hangaufwärts diente ein Kunstrad an der Freiberger Mulde. Dessen Drehbewegung wurde mit Hilfe des sogenannten Krummzapfens in eine horizontale bzw. dem ansteigenden Talhang folgende Bewegung des Feldgestänges überführt. Die Hin- und Herbewegung der miteinander verzapften hölzernen Kunststangen konnte schließlich am Schacht über ein Kunstkreuz in die Vertikale umgelenkt werden. Ein derartiges Feldgestänge ging mit großen Kraftverlusten und einem recht hohen Wartungsaufwand einher. Aber falls die Zuführung von Aufschlagwasser auf ein direkt im oder am Schacht positioniertes Kunstrad nicht möglich oder wirtschaftlich war, stellte es oftmals die einzige Lösung zum Antrieb von Fahrten oder Pumpenkünsten dar. Um die Kraftverluste zu minimieren, versuchten die Bergzimmerlinge möglichst die obertägig zu überwindende Strecke von Hindernissen zu befreien und diese, wenn möglich, auch zu begradigen. Von diesen Bemühungen zeugt die den Talhang senkrecht zur der Mulde einschneidende ehemalige Feldgestängebahn. Sie lässt den Verlauf des Eliaser Feldgestänges auch heute noch im Gelände erkennen und ist damit von landschaftsgestaltender sowie bergbaugeschichtlicher Bedeutung. | 08985268 |
| Direkt Bild zu diesem Denkmal hochladen | Ehemaliges Huthaus Lorenz Gegentrum und Pingen (Bergbaufolgelandschaft) sowie Reste der Radstube                                           | St. Lorenz Gegentrum 13 (Karte)       | Ende 18. Jahrhundert                                                                                               | Bergbau- und technikgeschichtlich von Bedeutung | 08985275 |
| Direkt Bild zu diesem Denkmal hochladen | Häuslerhaus mit Scheunenanbau, Schuppen und Brunnen                                                                                        | Tampel 12 (Karte)                     | 1686 (Häusleranwesen); Ende 19. Jahrhundert (Schuppen)                                                             | Regionaltypisches Häusleranwesen in Hanglage, durch das hohe Alter des Fachwerkwohnhauses von besonderer bau- und hausgeschichtlicher Bedeutung, Zeugnis der ländlichen Wirtschaftsweise vergangener Zeiten | 08985297 |

## Erlicht
| Bild                                    | Bezeichnung                                                                        | Lage                        | Datierung               | Beschreibung | ID       |
| --------------------------------------- | ---------------------------------------------------------------------------------- | --------------------------- | ----------------------- | --- | -------- |
|                                         | Häuslerhaus                                                                        | Erlichter Straße 7 (Karte)  | Kern 1749 nach Auskunft | Gemarkung Hetzdorf. Landschaftstypisches Wohnhaus mit Fachwerk-Obergeschoss, bau- und hausgeschichtlich von Bedeutung. | 08991465 |
| Direkt Bild zu diesem Denkmal hochladen | Bauernhaus und Scheune eines Zweiseithofes                                         | Erlichter Straße 8 (Karte)  | Mitte 19. Jahrhundert   | Gemarkung Hetzdorf. In der Struktur erhaltener kleiner Zweiseithof, landschaftstypische Hofanlage mit baugeschichtlicher Bedeutung. | 08991585 |
|                                         | Wohnstallhaus eines Dreiseithofes                                                  | Erlichter Straße 11 (Karte) | Um 1840                 | Gemarkung Hetzdorf. Regionaltypische Bauernhaus mit intakter Holzkonstruktion im Obergeschoss, baugeschichtlich von Bedeutung. | 08991464 |
| Direkt Bild zu diesem Denkmal hochladen | Wohnstallhaus und hakenförmiges Seitengebäude eines Dreiseithofes                  | Erlichter Straße 12 (Karte) | Um 1800                 | Gemarkung Hetzdorf. Regionaltypischer Bauernhof mit Fachwerk-Wohnstallhaus, baugeschichtlich von Bedeutung. | 08991467 |
|                                         | Wohnstallhaus und Seitengebäude eines Zweiseithofes                                | Erlichter Straße 13 (Karte) | Um 1800                 | Gemarkung Hetzdorf. In der Struktur erhaltener regionaltypischer Bauernhof, baugeschichtlich von Bedeutung. | 08991466 |
|                                         | Wohnstallhaus und Seitengebäude eines Zweiseithofes                                | Erlichter Straße 20 (Karte) | Kern 17. Jahrhundert    | Gemarkung Hetzdorf. Weitgehend im ursprünglichen Aussehen wiederhergestellter Bauernhof in bildprägender Lage, wegen seines hohen Alters von besonderer bau- und hausgeschichtlicher Bedeutung.                                                                                            | 08991468 |
|                                         | Seitengebäude, Scheune und Einfriedungsmauer mit Zugangspforte eines Dreiseithofes | Erlichter Straße 21 (Karte) | Anfang 19. Jahrhundert  | Gemarkung Hetzdorf. In seiner Struktur erhaltener Dreiseithof mit Fachwerkbauten, baugeschichtlich, heimatgeschichtlich und ortsbildprägend von Bedeutung. Ehemals denkmalgeschütztes Wohnstallhaus (Kern aus dem 18. Jahrhundert) zwischen 2017 und 2023 aus der Denkmalliste gestrichen. | 08991396 |
|                                         | Wohnstallhaus, Seitengebäude und Scheune eines Dreiseithofes                       | Erlichter Straße 22 (Karte) | Um 1800                 | Gemarkung Hetzdorf. In der Struktur erhaltene eng stehende Hofanlage in Fachwerkbauweise, baugeschichtlich von Bedeutung. | 08991469 |

## Falkenberg
| Bild                                    | Bezeichnung | Lage                                        | Datierung                                                                               | Beschreibung | ID       |
| --------------------------------------- | --- | ------------------------------------------- | --------------------------------------------------------------------------------------- | --- | -------- |
| Weitere Bilder                          | Schafsbrücke über die Bobritzsch | (Flurstück 363) (Karte)                     | Bezeichnet mit 1809                                                                     | Einbogige Steinbogenbrücke, baugeschichtlich und landschaftsgestaltend von Bedeutung | 08985374 |
| Direkt Bild zu diesem Denkmal hochladen | Wohnhaus | Dorfstraße 9 (Karte)                        | Ende 19. Jahrhundert                                                                    | Gut gestaltetes städtisch wirkendes Wohngebäude eines ehemaligen Winkelhofes in straßenbildprägender Lage, baugeschichtlich von Bedeutung | 08985219 |
| Direkt Bild zu diesem Denkmal hochladen | Wohnstallhaus und Auszugshaus eines Vierseithofes                                                                                             | Dorfstraße 21 (Karte)                       | Um 1860 (Auszugshaus); Mitte 19. Jahrhundert (Wohnstallhaus)                            | Zeugnis der ländlichen Bau- und Wirtschaftsweise, baugeschichtlich von Bedeutung | 08985218 |
| Direkt Bild zu diesem Denkmal hochladen | Wohnstallhaus (ehemaliges Auszugshaus) eines Vierseithofes                                                                                    | Dorfstraße 23 (Karte)                       | Um 1860                                                                                 | Authentisches Zeugnis der Wohn- und Wirtschaftsweise im 19. Jahrhundert, baugeschichtlich von Bedeutung | 08985208 |
| Direkt Bild zu diesem Denkmal hochladen | Wohnhaus eines Dreiseithofes | Dorfstraße 27 (Karte)                       | Ende 19. Jahrhundert                                                                    | Ehemals Wohnstallhaus, Zeugnis der ländlichen Bauweise um 1900, baugeschichtlich von Bedeutung | 08985217 |
| Direkt Bild zu diesem Denkmal hochladen | Seitengebäude und Scheune eines ehemaligen Vierseithofes                                                                                      | Dorfstraße 32 (Karte)                       | 18. Jahrhundert (Seitengebäude); 19. Jahrhundert (Scheune)                              | Beide Gebäude in Fachwerkbauweise, bau- und ortsgeschichtlich von Bedeutung | 08985279 |
| Direkt Bild zu diesem Denkmal hochladen | Häuslerhaus und Heiste | Dorfstraße 33 (Karte)                       | Um 1800                                                                                 | Zeittypischer Fachwerkbau, bau- und sozialgeschichtlich von Bedeutung | 08985221 |
| Direkt Bild zu diesem Denkmal hochladen | Spritzenhaus | Dorfstraße 35 (bei) (Karte)                 | 19. Jahrhundert                                                                         | Ortsgeschichtlich von Bedeutung | 08985384 |
| Direkt Bild zu diesem Denkmal hochladen | Seitengebäude eines ehemaligen Dreiseithofes                                                                                                  | Dorfstraße 39 (Karte)                       | Um 1900                                                                                 | Ortsbildprägender Fachwerkbau von eindrucksvoller Kubatur, baugeschichtlich von Bedeutung | 08985278 |
| Direkt Bild zu diesem Denkmal hochladen | Alte Schmiede eines Dreiseithofes | Dorfstraße 44 (Karte)                       | Bezeichnet mit 1844 im Türsturz, Kern älter                                             | Regionaltypischer Bau mit Sichtfachwerk im Obergeschoss, bau- und ortsgeschichtlich von Bedeutung | 08985222 |
| Direkt Bild zu diesem Denkmal hochladen | Ehemalige Schule | Dorfstraße 46 (Karte)                       | Um 1900                                                                                 | Putzbau mit übergiebeltem Seitenrisalit, gut gestalteter Bau von bau- und ortsgeschichtlicher Bedeutung | 08985280 |
| Direkt Bild zu diesem Denkmal hochladen | Wohnstallhaus, Scheune und Einfriedung (Mauerreste der zwei Seitengebäude) eines ehemaligen Vierseithofes                                     | Dorfstraße 59 (Karte)                       | 1719 (Wohnstallhaus); 1912 (Scheune)                                                    | Als einer der größten und ältesten Höfe von besonderer bau- und ortsgeschichtlicher Bedeutung, beeindruckendes Stallgewölbe | 08985281 |
| Direkt Bild zu diesem Denkmal hochladen | Gedenktafel für einen Müller | Dorfstraße 60 (gegenüber) (Karte)           | Bezeichnet mit 1841                                                                     | Ortsgeschichtlich von Bedeutung | 08985284 |
| Weitere Bilder                          | Straßenbrücke über die Bobritzsch | Dorfstraße 60 (neben) (Karte)               | 1552                                                                                    | Landschaftsprägendes verkehrstechnisches Denkmal von eindrucksvoller Gestalt, baugeschichtlich von Bedeutung | 08985283 |
|                                         | Mühle, winkliges Seitengebäude und Mühlgraben (Erbmühle)                                                                                      | Dorfstraße 60b; 60 (bei); 60a (bei) (Karte) | Bezeichnet mit 1845 (Inschrifttafel)                                                    | Malerisch an der Bobritzsch gelegenes Mühlenensemble, bau-, orts- und technikgeschichtlich von Bedeutung | 08985282 |
| Direkt Bild zu diesem Denkmal hochladen | Wohnhaus | Dorfstraße 71 (Karte)                       | Anfang 19. Jahrhundert                                                                  | Straßenbildprägender Fachwerkbau in Hanglage, baugeschichtlich von Bedeutung. Das traditionelle sächsische Fachwerkgebäude wurde zu Beginn des 19. Jahrhunderts in Hanglage auf längsrechteckigem Grundriss parallel zur Dorfstraße errichtet. Es besitzt ein in Bruchstein ausgeführtes verputztes Erdgeschoss und einen Fachwerkoberstock, dessen Holzkonstruktion an der Vorder-, Rück- und nördlichen Giebelseite verbrettert ist. Die südliche Giebelseite ist mit Prefa-Schindeln verkleidet. Abgeschlossen wird der ausgewogen gegliederte Bau durch ein Satteldach, das mit Dachpappe-Schindeln eingedeckt ist. Der in seinem äußeren Erscheinungsbild weitgehend original erhaltene Bau besitzt ein intaktes Wand-Öffnungs-Verhältnis. Die Fenstergewände des Erdgeschosses bestehen aus Naturstein, im Obergeschoss haben sich verzierte Holzblenden erhalten. Auch das Innere des Gebäudes wird durch seinen weitgehend authentischen Zustand geprägt. Dabei ist auf die weitgehend erhaltene Raumdisposition in beiden Geschossen, die Korbbogengewände im Wohnteil des Erdgeschosses und das Kappengewölbe im Vorratsraum zu verweisen. Auch der schlichte Dachstuhl zeugt davon, dass das Gebäude in seiner historischen Baukonstruktion weitgehend erhalten ist. Bei dem Wohnhaus handelt es sich um einen zeit- und regionaltypischen Fachwerkbau, dessen Denkmalwert sich in seiner baugeschichtlichen, sozialgeschichtlichen und ortsbildprägenden Bedeutung begründet. | 08985223 |
| Direkt Bild zu diesem Denkmal hochladen | Reste eines Kunstgrabens sowie Mundloch mit vorgelagerter Halde (König August Erbstolln, König August Kunstgraben, Hilfe des Herrn Erbstolln) | Erbgerichtsweg (Karte)                      | 1704/05 (Kunstgraben); 1785 (Hilfe des Herrn Erbstolln); bezeichnet mit 1808 (Mundloch) | Zeugnisse der Bergbaugeschichte Falkenbergs aus dem frühen 18. Jahrhundert, das Mundloch samt Halde als Dokument einer kleinen Eigenlehnerzeche und der Kunstgraben als letztes Zeugnis der einst bedeutenden gewerkschaftlich betriebenen Silbererzgrube „König Augustus Erbstolln“ von großem bergbaugeschichtlichen und ortsgeschichtlichen Wert | 08985387 |
| Direkt Bild zu diesem Denkmal hochladen | Wohnstallhaus und Stützmauer | Rosental 3 (Karte)                          | Um 1800                                                                                 | Regional- und zeittypischer Fachwerkbau in gutem Originalzustand, baugeschichtlich und straßenbildprägend von Bedeutung | 08985285 |
| Direkt Bild zu diesem Denkmal hochladen | Häuslerhaus | Rosental 8 (Karte)                          | Ende 18. Jahrhundert                                                                    | Regional- und zeittypischer Fachwerkbau in gutem Originalzustand, bau- und sozialgeschichtlich von Bedeutung | 08985286 |
| Direkt Bild zu diesem Denkmal hochladen | Wohnhaus (ehemaliges Wohnstallhaus) | Rosental 9 (Karte)                          | 1. Hälfte 19. Jahrhundert                                                               | Zeugnis der regionaltypischen Fachwerkbauweise, baugeschichtlich von Bedeutung | 08985288 |
| Direkt Bild zu diesem Denkmal hochladen | Mühlengebäude mit technischer Ausstattung, Reste des Mühlgrabens und Hofpflaster (Ölmühle)                                                    | Rosental 12 (Karte)                         | 1858                                                                                    | Weitgehend im Originalzustand erhaltene Ölmühle mit Mühlentechnik, von technikgeschichtlicher, ortshistorischer und sozialgeschichtlicher Bedeutung. Von der ehemaligen Ölmühle blieben das Wohnhaus, ein Seitengebäude und das Mühlengebäude sowie Reste des Mühlgrabens erhalten. Denkmalgeschützt sind jedoch nur das Mühlengebäude mit seiner technischen Ausstattung sowie der Rest des Mühlgrabens hinter dem Mühlengebäude. Die Ölmühle wurde 1568 erstmals erwähnt. Sie war 1856 offensichtlich eine Ruine. 1858 ist die Errichtung der Ölmühle auf dem Standort des Vorgängerbaus beurkundet. Sie produzierte bis 1946/47. Danach war die Produktion untersagt. Zweigeschossiger, verputzter Bruchsteinbau, im Obergeschoss drei Fensterachsen, abgeschlossen durch Satteldach mit großer, mittig angeordneter Ladeluke. Fenstergewände und Türportal aus Hilbersdorfer Porphyrtuff. Straßenseitiger Giebel teils Fachwerk mit Lehmausfachung, abgewandter Giebel Ziegelmauerwerk, verputzt. Im Erdgeschoss Stampfwerk aus Holz, die Stampfhämmer wurden mittels Nockenwelle durch Wasserradantrieb in Bewegung versetzt. Sowohl das Stampfwerk als auch die Welle sind trotz Holzschäden in einem guten Erhaltungszustand, die Stampfhämmer weisen eine Nummerierung auf. Das Wasserrad befand sich ursprünglich rückwärtig am Gebäude und wurde durch Wasser eines Mühlgrabens beaufschlagt. In Bruchsteinmauerwerk gefasst Reste dieses Grabens blieben erhalten (auch im Geländeprofil vor der Ölmühle ist der Graben zum Teil noch erkennbar). Die im Obergeschoss befindliche Haferquetsche konnte ursprünglich mittels Transmission über die Riemenscheibe der Nockenwelle betrieben werden. Dachboden und Spitzboden dienten als Lager. Dachstuhl Kehlbalkendach mit einfach stehendem Stuhl, Holzverbindungen gezapft. Stiege zwischen Obergeschoss und Dachgeschoss bauzeitlich mit eingeschobenen Trittstufen. Die Ölmühle ist aufgrund der zum Teil erhaltenen technischen Ausstattung von technikgeschichtlicher Bedeutung. Das originale Stampfwerk veranschaulicht zusammen mit dem weitgehend unveränderten typischen Mühlengebäude einen Prozess der Leinölherstellung, die im ländlichen Bereich in unmittelbarer Nähe zur Wohnbebauung erfolgte. Trotz fehlenden Wasserrades bleibt der Antrieb aufgrund der erhaltenen Nockenwelle sowie dem baulich gefassten Mühlgraben erkennbar. Aus der fast ein Jahrhundert währenden Versorgung der umliegenden Dörfer mit Öl und der unmittelbar angrenzenden Wohnbebauung an Hof und Straße ergibt sich zudem eine orts- und sozialgeschichtliche Bedeutung des Gebäudes. Hieraus leitet sich die Denkmalfähigkeit des Mühlengebäudes ab. Durch die Originalität und überlieferte Einheit von Mühlengebäude und technischer Ausstattung ergibt sich zudem ein besonderer Aussagewert der Anlage, welcher ein öffentliches Erhaltungsinteresse und damit die Denkmalwürdigkeit der Ölmühle begründet. | 08985287 |
| Direkt Bild zu diesem Denkmal hochladen | Wohnstallhaus (mit hinterem Anbau), Heiste und Laube                                                                                          | Rosental 15 (Karte)                         | Um 1800 (Wohnhaus); um 1900 (Laube)                                                     | Regional- und zeittypischer Fachwerkbau mit verbrettertem Obergeschoss, baugeschichtlich und straßenbildprägend von Bedeutung | 08985289 |

## Haida
| Bild | Bezeichnung                                            | Lage                      | Datierung                                                          | Beschreibung | ID       |
| ---- | ------------------------------------------------------ | ------------------------- | ------------------------------------------------------------------ | --- | -------- |
|      | Gedenkstein für Ernst Bruno Grellmann                  | Haidaer Straße (Karte)    | Nach 1918                                                          | Gemarkung Oberschaar. Ortsgeschichtlich von Bedeutung. | 08991470 |
|      | Scheune                                                | Haidaer Straße 14 (Karte) | Ende 19. Jahrhundert                                               | Gemarkung Oberschaar. Stattliches regionaltypisches Wirtschaftsgebäude mit hofseitigem Sichtfachwerk, baugeschichtlich und straßenbildprägend von Bedeutung.           | 08991478 |
|      | Wohnstallhaus eines ehemaligen Dreiseithofes           | Haidaer Straße 15 (Karte) | 1. Hälfte 19. Jahrhundert                                          | Gemarkung Oberschaar. Bauernhaus mit intakter Fachwerk-Konstruktion im Obergeschoss, baugeschichtlich und straßenbildprägend von Bedeutung.                            | 08991471 |
|      | Scheune                                                | Haidaer Straße 18 (Karte) | Ende 19. Jahrhundert                                               | Gemarkung Oberschaar. Spätes Beispiel für landwirtschaftliches Nutzgebäude, charakteristischer Bestandteil des Ortsbildes, baugeschichtlich von Bedeutung.             | 08991479 |
|      | Wohnstallhaus eines Bauernhofes und Handschwengelpumpe | Haidaer Straße 19 (Karte) | Um 1800                                                            | Gemarkung Oberschaar. Landschaftstypisches Bauernhaus mit intaktem Fachwerk-Obergeschoss, hölzerne Pumpe, baugeschichtlich von Bedeutung.                              | 08991472 |
|      | Bauernhaus und Scheune eine Dreiseithofes              | Haidaer Straße 24 (Karte) | Um 1800 (Bauernhaus); Ende 19. Jahrhundert (Scheune)               | Gemarkung Oberschaar. Regionaltypische Gebäude in Fachwerkbauweise, bau- und wirtschaftsgeschichtlich von Bedeutung.                                                   | 08991473 |
|      | Scheune eines Zweiseithofes                            | Haidaer Straße 28 (Karte) | Ende 19. Jahrhundert                                               | Gemarkung Oberschaar. Spätes Beispiel für landwirtschaftliche Nutzgebäude mit Fachwerk, charakteristischer Bestandteil des Ortsbildes, baugeschichtlich von Bedeutung. | 08991481 |
|      | Bauernhaus eines Gehöfts                               | Haidaer Straße 29 (Karte) | 2. Hälfte 19. Jahrhundert                                          | Gemarkung Oberschaar. Spätes Beispiel für regionaltypisches Wohnstallhaus mit Fachwerk-Obergeschoss, baugeschichtlich von Bedeutung.                                   | 08991508 |
|      | Bauernhaus und Scheune eines Zweiseithofes             | Haidaer Straße 31 (Karte) | Mitte 19. Jahrhundert (Bauernhaus); Ende 19. Jahrhundert (Scheune) | Gemarkung Oberschaar. Regionaltypischer Zweiseithof in Fachwerkbauweise, bau- und heimatgeschichtlich von Bedeutung.                                                   | 08991475 |

## Hetzdorf
| Bild                                    | Bezeichnung                                                                                                 | Lage                          | Datierung                                                                                                  | Beschreibung | ID       |
| --------------------------------------- | --- | ----------------------------- | --- | --- | -------- |
| Weitere Bilder                          | Wohnstallhaus (ehemaliges Gärtnerhaus)                                                                      | Am Bergschlößchen 9 (Karte)   | Bezeichnet mit 1656 (Schwelle)                                                                             | Stattlicher Baukörper mit sehr alter Fachwerk-Konstruktion mit Andreaskreuzen und gekehlter Schwelle, bau-, haus- und ortsgeschichtlich von Bedeutung | 08991462 |
| Weitere Bilder                          | Wohnstallhaus, Seitengebäude und Scheune eines Dreiseithofes                                                | Am Bergschlößchen 10 (Karte)  | Bezeichnet mit 1722 (Schwelle)                                                                             | In der Struktur erhaltene Hofanlage mit Fachwerk-Gebäuden, bau-, haus- und heimatgeschichtlich von Bedeutung | 08991461 |
| Weitere Bilder                          | Hotel Bergschlößchen                                                                                        | Am Bergschlößchen 14 (Karte)  | Um 1900 | Klinkerbau mit Gliederungselementen, Zeugnis der Tourismusentwicklung, ortsgeschichtlich von Bedeutung | 08991459 |
| Direkt Bild zu diesem Denkmal hochladen | Hofseitige Fachwerk-Konstruktion eines Bauernhauses                                                         | Am Hetzbach 8 (Karte)         | Ende 17. Jahrhundert                                                                                       | Denkmalwürdiges Bauelement auf Grund des hohen Alters, Fachwerk-Konstruktion mit Andreaskreuzen, Schwelle mit Libellenmotiv, baugeschichtlich von Bedeutung | 08991577 |
| Weitere Bilder                          | Wohnhaus | Am Hetzbach 10 (Karte)        | Anfang 19. Jahrhundert                                                                                     | Regionaltypischer Wohnbau Fachwerk-Konstruktion im Obergeschoss, baugeschichtlich von Bedeutung | 08991361 |
| Weitere Bilder                          | Wohnhaus mit integriertem Scheunenteil                                                                      | Forstweg 1 (Karte)            | 1850 | Massives Bauernhaus mit Putzgliederung und hölzernem Wirtschaftsteil, baugeschichtlich von Bedeutung | 08991573 |
|                                         | Wohnhaus | Gasse 5 (Karte)               | 1. Hälfte 18. Jahrhundert                                                                                  | Regionaltypischer Wohnbau mit alter Fachwerkkonstruktion, bau- und hausgeschichtlich von Bedeutung | 08991482 |
|                                         | Wohnhaus, Scheune und Pumpe                                                                                 | Gasse 7 (Karte)               | Schwelle bezeichnet mit 1738 (Wohnhaus); 18. Jahrhundert (Scheune)                                         | Regionaltypische ländliche Gebäude mit Fachwerk, denkmalwürdig trotz leichter Veränderungen wegen des hohen Alters, bau- und hausgeschichtlich von Bedeutung | 08991483 |
|                                         | Wohnhaus | Gasse 9 (Karte)               | Schwelle bezeichnet mit 1723                                                                               | Regionaltypischer, ländlicher Fachwerkbau, denkmalwürdig trotz leichter Veränderungen wegen des hohen Alters, bau- und hausgeschichtlich von Bedeutung | 08991484 |
|                                         | Scheune | Gasse 17 (Karte)              | Um 1900 | Spätes Beispiel für landwirtschaftliche Nutzbauten mit Fachwerk, baugeschichtlich von Bedeutung | 08991485 |
|                                         | Scheune | Gasse 19 (Karte)              | Kern Anfang 19. Jahrhundert                                                                                | Regionaltypisches landwirtschaftliches Gebäude mit Fachwerk, baugeschichtlich von Bedeutung | 08991486 |
|                                         | Wohnhaus (Nr. 32) eines Zweiseithofes                                                                       | Gasse 32 (Karte)              | 2. Hälfte 19. Jahrhundert                                                                                  | Regionaltypisches Gebäude in Fachwerkbauweise, baugeschichtlich von Bedeutung | 08991488 |
|                                         | Wohnstallhaus und Seitengebäude eines Dreiseithofes                                                         | Gasse 33, 34 (Karte)          | Kern 17. Jahrhundert (Wohnstallhaus); 19. Jahrhundert (Seitengebäude)                                      | Wohnstallhaus mit sehr alter Fachwerk-Konstruktion, bau-, haus- und heimatgeschichtlich von Bedeutung | 08991487 |
| Weitere Bilder                          | Wohnstallhaus, zwei Seitengebäude und Scheune eines Vierseithofes                                           | Gasse 47 (Karte)              | Bezeichnet mit 1678 (Schwelle des Wohnstallhauses); 17. Jahrhundert und später (Seitengebäude und Scheune) | In seiner Struktur erhaltener Vierseithof mit sehr alter Fachwerk-Konstruktion, trotz baulicher Veränderungen denkmalwürdig wegen des hohen Alters, bau-, haus- und heimatgeschichtlich von Bedeutung | 08991505 |
| Weitere Bilder                          | Wohnstallhaus eines Zweiseithofes                                                                           | Grundner Straße 7 (Karte)     | 2. Hälfte 19. Jahrhundert                                                                                  | Regionaltypisches ländliches Wohnhaus mit verbrettertem Fachwerk-Obergeschoss, baugeschichtlich von Bedeutung | 08991454 |
| Weitere Bilder                          | Wohnhaus (ehemalige Schule)                                                                                 | Herrndorfer Straße 5 (Karte)  | 1827 | Regionaltypisches ländliches Gebäude mit Fachwerk-Obergeschoss, bau- und ortsgeschichtlich von Bedeutung | 08991425 |
| Weitere Bilder                          | Wohnhaus und nördlich angebautes Seitengebäude eines Dreiseithofes                                          | Herrndorfer Straße 6 (Karte)  | Kern 18. Jahrhundert                                                                                       | Bäuerliches Anwesen in Fachwerkbauweise, bau- und heimatgeschichtlich von Bedeutung | 08991571 |
| Weitere Bilder                          | Wohnhaus und Auszugshaus eines Dreiseithofes                                                                | Herrndorfer Straße 13 (Karte) | Um 1800 | Landschaftstypische Gebäude mit Fachwerk-Obergeschoss, bau- und heimatgeschichtlich von Bedeutung | 08991578 |
| Weitere Bilder                          | Wohnstallhaus, Seitengebäude und Scheune eines Vierseithofes                                                | Herrndorfer Straße 25 (Karte) | Bezeichnet mit 1854                                                                                        | In seiner Struktur erhaltener Bauernhof mit Fachwerk-Gebäuden, baugeschichtlich und ortsbildprägend von Bedeutung | 08991427 |
| Weitere Bilder                          | Ehemaliger Gasthof Erholung (heute Wohnhaus) und vorgelagerter Gästegarten mit Baumpaar                     | Herrndorfer Straße 30 (Karte) | 1916 | Gut proportionierter Putzbau in zeittypischer Formensprache, bau- und ortsgeschichtlich von Bedeutung, durch seine zentrale Lage ortsbildprägend. Ehemals denkmalgeschützter Saalanbau 2016 abgerissen. | 08991428 |
|                                         | Zwei Seitengebäude und Scheune eines Vierseithofes                                                          | Jägerhorn 1 (Karte)           | Anfang 19. Jahrhundert (Seitengebäude); Ende 19. Jahrhundert (Scheune)                                     | Regionaltypische landwirtschaftliche Gebäude mit Fachwerk einer intakten Hofanlage, bau- und wirtschaftsgeschichtlich von Bedeutung | 08991498 |
| Weitere Bilder                          | Wohnstallhaus eines Gehöfts                                                                                 | Jägerhorn 2 (Karte)           | Um 1800 | Regionaltypischer Bau mit Fachwerk-Obergeschoss, baugeschichtlich von Bedeutung, wissenschaftlich-dokumentarischer Wert | 08991477 |
|                                         | Transformatorenturm                                                                                         | Jägerhorn 6b (bei) (Karte)    | 1950er Jahre                                                                                               | Typenbau der 1950er Jahre, Zeugnis der Entwicklung der Stromversorgung | 08991572 |
|                                         | Seitengebäude (vermutlich ehemaliges Häuslerhaus)                                                           | Mohorner Straße 6 (Karte)     | Um 1700 | Haus- und sozialgeschichtlich bedeutsames kleines Fachwerkhaus in sehr gutem Originalzustand. Vermutlich Anfang des 18. Jahrhunderts erbautes Häuslerhaus, welches später als Seitengebäude genutzt wurde. Die Umnutzung war jedoch nicht mit umfassenden baulichen Maßnahmen verbunden, so dass das Haus weitgehend authentisch erhalten geblieben ist. Es handelt sich dabei um ein zweigeschossiges kleines und sehr schmales Haus mit massivem Erdgeschoss und Fachwerkobergeschoss, welches teilweise verkleidet wurde. Abgeschlossen wird das Gebäude durch ein Satteldach. Im Erdgeschoss blieben mehrere Sandsteinfenstergewände erhalten. Das Fachwerk im Obergeschoss ist einrieglig mit sehr breiten liegenden Gefachen und gezapften Streben. Dort blieben zwei kleine vermutlich bauzeitliche Schiebefenster erhalten. Auch das Hausinnere weist einen guten Originalzustand auf. Das Haus ist quergeteilt in drei Zonen – Stallbereich, Mittelflur und Stubenbereich. Vom Flur gelangt man in den Mittelflur im Obergeschoss, an den beiderseits zwei kleine Stuben anschließen. Die Wände der Stuben sind verputzt, was eindeutig auf eine ursprüngliche Wohnnutzung hinweist. Die Decken der sehr niedrigen Kammern wurden zu einem späteren Zeitpunkt offensichtlich leicht erhöht. Der einfache Dachstuhl wurde leicht geschädigt durch Entfernen von Kehlbalken. Inzwischen trifft man kaum noch derart kleine, fast katenartige ländliche Wohngebäude an, so dass der Erhalt dieses alten Häuslerhauses von großem öffentlichen Interesse ist. Der Denkmalwert des Hauses ergibt sich vor allem aus dessen großer Bedeutung für die Hausgeschichte und die Sozialgeschichte, da es auf Grund seiner Authentizität sehr eindrucksvoll die Lebensbedingungen der Häusler um 1700 und das ländliche Bauhandwerk der gleichen Zeit verdeutlicht. | 08991581 |
|                                         | Wohnhaus mit angebautem Scheunenteil und östliches Seitengebäude eines Gehöfts                              | Mohorner Straße 7 (Karte)     | 1800 | Landschaftstypisches ländliches Anwesen mit Fachwerk-Gebäuden, heimatgeschichtlich von Bedeutung | 08991493 |
|                                         | Wohnstallhaus des ehemaligen Erbgerichts                                                                    | Mohorner Straße 12 (Karte)    | Ende 18. Jahrhundert                                                                                       | Stattlicher Baukörper mit Fachwerk-Obergeschoss, trotz baulicher Veränderungen denkmalwürdig wegen der ortshistorischen Bedeutung | 08991499 |
|                                         | Gasthof | Mohorner Straße 17 (Karte)    | Um 1900 | Zeittypischer Putzbau mit Backsteingliederung, bau- und ortsgeschichtlich von Bedeutung | 08991580 |
|                                         | Wohnstallhaus, Seitengebäude und Scheune eines Dreiseithofes sowie Einfriedung des Gartens und Schöpfstelle | Sandgasse 5 (Karte)           | Bezeichnet mit 1799                                                                                        | In der Struktur erhaltener Dreiseithof in Fachwerkbauweise, bau- und heimatgeschichtlich von Bedeutung | 08991500 |
|                                         | Wohnstallhaus eines Zweiseithofes                                                                           | Schulberg 7 (Karte)           | 2. Hälfte 19. Jahrhundert                                                                                  | In der Struktur erhaltener kleiner Hof mit Fachwerk-Gebäuden, wissenschaftlich-dokumentarischer Wert | 08991495 |
|                                         | Ehemaliges Armenhaus                                                                                        | Schulberg 11 (Karte)          | Um 1830 | Schlichter eingeschossiger Bau mit markantem Krüppelwalmdach, orts- und sozialgeschichtlich von Bedeutung | 08991582 |
| Weitere Bilder                          | Östliches Seitengebäude eines Dreiseithofes                                                                 | Sumpfmühlenweg 5 (Karte)      | 2. Hälfte 19. Jahrhundert                                                                                  | Weitgehend ursprünglich erhaltenes Wirtschaftsgebäude, zum Teil Fachwerk, bau- und wirtschaftsgeschichtlich von Bedeutung. Ehemals denkmalgeschützte Scheune zwischen 2017 und 2023 aus der Denkmalliste gestrichen. | 08991458 |
|                                         | Scheune | Waldstraße 8 (Karte)          | Ende 19. Jahrhundert                                                                                       | Spätes Beispiel für regionaltypisches Fachwerkgebäude, baugeschichtlich von Bedeutung | 08991503 |
|                                         | Wohnhaus und Seitengebäude eines Gehöfts                                                                    | Waldstraße 16 (Karte)         | Bezeichnet mit 1899 (Wohnhaus); um 1900 (Seitengebäude)                                                    | Zeittypischer Putzbau mit flachem Mittelrisalit und schlichter Gliederung, baugeschichtlich von Bedeutung | 08991504 |
|                                         | Wohnhaus | Zum Waldblick 13 (Karte)      | 1724 (Balken)                                                                                              | Regionaltypischer Bau mit teilweise sehr alter Fachwerk-Konstruktion, bau- und hausgeschichtlich von Bedeutung | 08991455 |
|                                         | Wohnhaus (ehemaliges Wohnstallhaus)                                                                         | Zum Waldblick 17 (Karte)      | Schwelle bezeichnet mit 1742                                                                               | Landschaftstypisch mit Fachwerk-Obergeschoss mit Libellenmotiv an der Schwelle, bau- und hausgeschichtlich von Bedeutung | 08991492 |
| Weitere Bilder                          | Gasthof mit Saalanbau                                                                                       | Zum Waldblick 23 (Karte)      | Um 1840 | Typischer Landgasthof mit Fachwerk im Obergeschoss, bau-, orts- und heimatgeschichtlich von Bedeutung | 08991490 |
| Weitere Bilder                          | Fassade eines Bauernhauses                                                                                  | Zum Waldblick 37 (Karte)      | Bezeichnet mit 1691                                                                                        | Sehr alte Fachwerk-Konstruktion, bau- und hausgeschichtlich von Bedeutung | 08991583 |
|                                         | Wohnhaus mit ehemaliger Schmiede/Stellmacherei und technischer Ausstattung                                  | Zum Waldblick 51 (Karte)      | 1848 | Landschaftstypisches Gebäude mit Fachwerk-Obergeschoss, bau- und ortsgeschichtlich von Bedeutung | 08991489 |
| Weitere Bilder                          | Ehemalige Schule (ohne späteren rückwärtigen Anbau)                                                         | Zum Waldblick 52 (Karte)      | 1887 | Symmetrisch angelegter Putzbau mit Mittelrisalit mit aufwendig gestaltetem Giebel, bau- und ortsgeschichtlich von Bedeutung | 08991463 |
|                                         | Villa | Zum Waldpark 3 (Karte)        | 1912 | Zeittypischer Putzbau im Reformstil der Zeit um 1910, baugeschichtlich von Bedeutung | 08991457 |

## Krummenhennersdorf
| Bild                                    | Bezeichnung | Lage                                      | Datierung | Beschreibung | ID       |
| --------------------------------------- | --- | ----------------------------------------- | --- | --- | -------- |
| Direkt Bild zu diesem Denkmal hochladen | Kreuz und Felsplatte mit Inschriften (Kreuzfelsen) | (Flurstück 246/2) (Karte)                 | Bezeichnet mit 1830 | Auf hohem Felsen über der Mulde errichtetes ortshistorisches und landschaftsprägendes Denkmal der Reformation in Sachsen, seit 2019 zugehörig zur Pufferzone des UNESCO-Welterbes Montanregion Erzgebirge/Krušnohoří | 08985314 |
| Direkt Bild zu diesem Denkmal hochladen | Brücke über einen Bach mit seitlichen Dämmen | (Flurstück 246/2) (Karte)                 | 18. Jahrhundert | Einbogige Bruchsteinbrücke, am Feldweg von Hohentanne nach Halsbrücke, technikgeschichtlich, baugeschichtlich und landschaftsgestaltend von Bedeutung, seit 2019 zugehörig zur Pufferzone des UNESCO-Welterbes Montanregion Erzgebirge/Krušnohoří | 08985313 |
| Direkt Bild zu diesem Denkmal hochladen | Ehemaliges Gesindehaus des Rittergutes | An der Bobritzsch 5 (Karte)               | Um 1846/1847 | Nach der Bodenreform Neubauernhof, sozialgeschichtlich von Bedeutung | 08985367 |
| Direkt Bild zu diesem Denkmal hochladen | Mundloch des „Komm Sieg mit Freuden-Erbstolln“ und Mundloch des „Isaak-Stolln“ sowie Radstube | August-Bebel-Straße (Karte)               | 17./18. Jahrhundert | Zeugnis der frühen Bergbaugeschichte | 08985277 |
| Direkt Bild zu diesem Denkmal hochladen | Scheune eines Hakenhofes in Hanglage | Bergstraße 2 (Karte)                      | Anfang 19. Jahrhundert | Ortsbildprägender Fachwerkbau, baugeschichtlich von Bedeutung | 08985371 |
| Direkt Bild zu diesem Denkmal hochladen | Wohnstallhaus und Scheune eines Winkelhofes | Bergstraße 4 (Karte)                      | Um 1900, im Kern älter | Beide Gebäude in Fachwerkbauweise, baugeschichtlich von Bedeutung | 08985372 |
| Direkt Bild zu diesem Denkmal hochladen | Halde | Biebersteiner Weg (Karte)                 | 19. Jahrhundert | Landschaftsprägendes bergbauhistorisches Denkmal | 08985344 |
| Direkt Bild zu diesem Denkmal hochladen | Rothschönberger Stolln (Sachgesamtheit), 6. Lichtloch | Biebersteiner Weg                         | 1844–1877 | Sachgesamtheitsbestandteil der Sachgesamtheit Röthschönberger Stolln, mit Lichtlöchern, Funktionsgebäuden, Gräben, Röschen, Halden und Mundlöchern in den Gemeinden Triebischtal (Ortsteil Rothschönberg), Halsbrücke (Ortsteil Halsbrücke und Ortsteil Krummenhennersdorf) sowie Reinsberg (Ortsteil Neukirchen und Ortsteil Reinsberg), davon gehören zum Teilabschnitt in der Gemarkung Krummenhennersdorf: Halde, Mauer und Gewölbereste vom 6. Lichtloch (Sachgesamtheitsteil); Bergbauanlage von überregionaler technikgeschichtlicher Bedeutung (siehe auch Sachgesamtheitsteildokumente in den Denkmallisten der Gemeinden Halsbrücke und Reinsberg sowie in den Einzeldenkmallisten der genannten Gemeinden) | 08985377 |
| Direkt Bild zu diesem Denkmal hochladen | Wohnstallhaus (ehemals Auszugshaus) eines Gehöfts | Biebersteiner Weg 1 (Karte)               | 1809 | Landschaftsprägender Fachwerkbau, baugeschichtlich von Bedeutung | 08985342 |
| Direkt Bild zu diesem Denkmal hochladen | Wohnstallhaus und zwei Seitengebäude eines ehemaligen Vierseithofes sowie Granitwassertrog | Biebersteiner Weg 2 (Karte)               | Um 1720 (Seitengebäude); 2. Hälfte 18. Jahrhundert (Wohnstallhaus); um 1900 (Seitengebäude) | Regionaltypischer Bauernhof in Fachwerkbauweise, bau- und wirtschaftsgeschichtlich von Bedeutung | 08985343 |
| Direkt Bild zu diesem Denkmal hochladen | Doppelwohnhaus mit Schuppen | Biebersteiner Weg 6, 8 (Karte)            | Bezeichnet mit 1852 | Straßenbildprägendes Fachwerkgebäude mit baugeschichtlicher Bedeutung | 08985345 |
|                                         | Straßenbrücke über die Bobritzsch | Halsbrücker Straße (Karte)                | 1806 (bezeichnet auf Inschrifttafel) | Zweibogige Natursteinbrücke auf dem Weg von Krummenhennersdorf nach Dittmannsdorf, baugeschichtlich, verkehrsgeschichtlich und ortsbildprägend von Bedeutung. Die zweibogige Natursteinbrücke ist ein bedeutendes Kulturdenkmal des Freistaates Sachsen. Auf vorkragenden, massiven Mittelpfeilern ruhend, in den Materialien Sandstein bzw. in den Randbereichen in Bruchstein ausgeführt, stellt es ein wichtiges ingenieurtechnisches Denkmal des Brücken- bzw. Straßenbaus der Zeit um 1800 dar (Datierung des Schlusssteines 1806). Die gestalterische Ausformung der Brücke unter Verwendung großer Sandsteinquader ist in dieser Gegend, welche überwiegend durch Brücken im heimischen Material des Bruchsteins gekennzeichnet ist, als außergewöhnlich zu bezeichnen. Die historischen Brücken der Region sind eines der wichtigsten Merkmale des landschaftlich reizvollen Kulturraums, welcher besonders durch Tal- und Flusslandschaften geprägt ist. Sie dienen der geschichtlichen Überlieferung historischer Fernhandelswege zwischen den Ortschaften und sind heute unverzichtbare Bestandteile der Ortsbilder. Der Denkmalwert ergibt sich somit aus der regional- und verkehrshistorischen Bedeutung. | 08985364 |
| Direkt Bild zu diesem Denkmal hochladen | Kunstgraben und Abschlag zur Bobritzsch und Oberes Mundloch (Felsenbachrösch, Augustusstolln) | Halsbrücker Straße (Karte)                | 1844–1846 | Bergbauhistorische Bedeutung, Teil der RWA, Sachgesamtheit mit Grabentour, seit 2019 zugehörig zur Pufferzone des UNESCO-Welterbes Montanregion Erzgebirge/Krušnohoří | 08985370 |
| Direkt Bild zu diesem Denkmal hochladen | Wohnstallhaus und Scheune eines ehemaligen Vierseithofes | Halsbrücker Straße 1 (Karte)              | Anfang 19. Jahrhundert | Zeugnis der ländlichen Bau- und Wirtschaftsweise, durch die Lage am Ortseingang von Krummenhennersdorf von städtebaulicher Wirkung, als erstes Kreisgut der DDR (später LPG) Zeugnis der jüngeren Wirtschaftsgeschichte | 08985337 |
| Direkt Bild zu diesem Denkmal hochladen | Wohnstallhaus, Seitengebäude (mit Kumthalle) und Scheune eines Dreiseithofes | Halsbrücker Straße 3 (Karte)              | 1901 | Ortsbildprägende, einheitliche und geschlossene Hofanlage der Jahrhundertwende, bau- und wirtschaftsgeschichtlich von Bedeutung | 08985336 |
| Direkt Bild zu diesem Denkmal hochladen | Wohnstallhaus | Halsbrücker Straße 7 (Karte)              | 1858 | Regionaltypischer Fachwerkbau, baugeschichtlich und straßenbildprägend von Bedeutung | 08985338 |
| Direkt Bild zu diesem Denkmal hochladen | Wohnstallhaus und gegenüber liegende Scheune eines ehemaligen Vierseithofes | Halsbrücker Straße 17 (Karte)             | Um 1800 (Wohnstallhaus); 1. Drittel 18. Jahrhundert (Scheune) | Jetzt Dreiseithof, Zeugnis der ländlichen Wohn- und Wirtschaftsweise, ortsbildprägende Fachwerkbauten mit baugeschichtlicher Bedeutung | 08985339 |
| Direkt Bild zu diesem Denkmal hochladen | Gasthof (ohne Saal) | Halsbrücker Straße 23 (Karte)             | Bezeichnet mit 1839 | Zeittypischer, straßenbildprägender Putzbau von ortsgeschichtlicher Bedeutung | 08985341 |
| Direkt Bild zu diesem Denkmal hochladen | Spritzenhaus | Halsbrücker Straße 23 (neben) (Karte)     | 19. Jahrhundert | Ortsgeschichtlich von Bedeutung | 08985340 |
| Direkt Bild zu diesem Denkmal hochladen | Häuslerhaus | Halsbrücker Straße 26 (Karte)             | Bezeichnet mit 1853 (Schlussstein) | Regionaltypischer Fachwerkbau, baugeschichtlich und straßenbildprägend von Bedeutung | 08985346 |
| Direkt Bild zu diesem Denkmal hochladen | Häuslerhaus und Heiste mit Einfriedung | Halsbrücker Straße 38 (Karte)             | Mitte 19. Jahrhundert | Straßenbildprägender Fachwerkbau, baugeschichtlich von Bedeutung | 08985358 |
| Direkt Bild zu diesem Denkmal hochladen | Wohnstallhaus eines Vierseithofes | Halsbrücker Straße 45 (Karte)             | Bezeichnet mit 1864 | Zeugnis der Bau- und Wirtschaftsweise vergangener Zeiten, baugeschichtlich von Bedeutung | 08985347 |
| Direkt Bild zu diesem Denkmal hochladen | Wohnstallhaus und Torhaus eines ehemaligen Vierseithofes | Halsbrücker Straße 53 (Karte)             | Um 1640 (Wohnstallhaus); bezeichnet mit 1842 (Schlussstein Tordurchfahrt Torhaus) | Wohnstallhaus auf Grund seines hohen Alters und der selten vorkommenden Andreaskreuze von besonderer bau- und hausgeschichtlicher Bedeutung | 08985348 |
| Direkt Bild zu diesem Denkmal hochladen | Häuslerhaus | Halsbrücker Straße 61 (Karte)             | 1856 | Obergeschoss Fachwerk verkleidet, baugeschichtlich von Bedeutung | 08985349 |
| Direkt Bild zu diesem Denkmal hochladen | Ehemaliges Wohnstallhaus (ohne winkligen Anbau) und Seitengebäude eines Winkelhofes | Halsbrücker Straße 63 (Karte)             | 1. Hälfte 19. Jahrhundert (Wohnstallhaus); um 1800 (Scheune) | Straßenbildprägende Fachwerkbauten, Zeugnisse der Wohn- und Wirtschaftsweise vergangener Zeiten, baugeschichtlich von Bedeutung | 08985355 |
| Direkt Bild zu diesem Denkmal hochladen | Seitengebäude und Scheune eines Dreiseithofes | Halsbrücker Straße 65 (Karte)             | 2. Hälfte 19. Jahrhundert | Über winkelförmigem Grundriss errichtete Gebäude mit verbretterter Fachwerkkonstruktion, die Scheune mit schöner Giebelgestaltung, Zeugnis der Wirtschaftsweise vergangener Zeiten, baugeschichtlich und ortsbildprägend von Bedeutung Ehemals denkmalgeschütztes Wohnstallhaus zwischen 2017 und 2023 aus der Denkmalliste gestrichen. | 08985356 |
| Weitere Bilder                          | Wünschmann-Mühle, Beckenmühle: Mahl- und Sägemühle bestehend aus Wohn-, Mühl- und Speichergebäuden mit technischer Ausstattung, Bäckereigebäude mit Schornstein und technischer Ausstattung, Wehr und Uferstützmauer, Mühlobergraben mit Schütz und Abschlag, teils verröschtem Mühluntergraben mit Röschenmundloch und Treppenzugang sowie Einfriedung | Halsbrücker Straße 81, 83, 85, 87 (Karte) | 1912, Wiedererrichtung nach Brand | Ortsbildprägende Mühlengebäude mit Jugendstilanklängen, authentisch und mitsamt technischer Ausstattung überliefertes Ensemble einer Bäckermühle, Zeugnisse eines historisch bedeutenden Mühlenstandorts von hohem technikgeschichtlichen, baugeschichtlichen und ortshistorischen Wert, seit 2019 zugehörig zur Kernzone des UNESCO-Welterbes Montanregion Erzgebirge/Krušnohoří | 08985368 |
| Direkt Bild zu diesem Denkmal hochladen | Pastoralkolleg | Hinter der Mühle 1 (Karte)                | Um 1910 | Im Heimatstil errichtet, bau- und ortsgeschichtlich von Bedeutung | 08985369 |
| Weitere Bilder                          | Rittergut Krummenhennersdorf (Sachgesamtheit) | Hofberg 3, 4, 5, 7, 9 (Karte)             | Im Kern 17. Jahrhundert, spätere Um- und Anbauten (Rittergut); 19. Jahrhundert (Wirtschaftsgebäude) | Sachgesamtheit Rittergut Krummenhennersdorf mit folgenden Einzeldenkmalen: drei Wohnstallhäuser (Nr. 3, 5, 7), Brennereigebäude (ehemalige Schmiede, Nr. 4), Pferdestall (Nr. 9), Scheune (neben Nr. 9), Gutspark, Einfriedungsmauern des Gutsparks und des ehemaligen Kirchhofs, acht Grabmale und ein Erbbegräbnis im heutigen Gutspark sowie Eiskeller (siehe 08985359), dazu Wirtschaftsgebäude (Nr. 2) und der Wirtschaftshof des Rittergutes als Sachgesamtheitsteile; ortsgeschichtlich, baugeschichtlich und gartengeschichtlich von Bedeutung [Wohnhaus Hofberg 1 kein Denkmal]. Zum Gutspark: Ein umfriedeter Garten auf der heutigen Fläche des Gutsparks ist spätestens seit dem 18. Jahrhundert auf den Sächsischen Meilenblättern nachweisbar. Hier befand sich ursprünglich auch der ehemalige Kirchhof. Die dort gelegene, aus dem 15. Jahrhundert stammende Kirche wurde Anfang des 20. Jahrhunderts abgerissen, nachdem 1899–1900 eine neue Dorfkirche errichtet worden war. Seitdem ist der Kirchhof Teil des Gutsparks. Seine Lage wird noch heute durch die erhaltenen Reste der Kirchhofsmauer sowie eine Vielzahl von Grabmalen dokumentiert. Von der ehemals den gesamten Park umgebenden Einfriedungsmauer aus Bruchstein ist noch der westliche Abschnitt erhalten. Ebenso überkommen ist der wertvolle Altgehölzbestand mit einer Vielzahl von Arten, u. a. Rot-Buche, Blut-Buche, Stiel-Eiche, Rot-Eiche, Gemeine Esche, Berg-Ahorn, Spitz-Ahorn, Hainbuche, Linde, Schwarz-Kiefer und Eibe. Das landschaftliche Wegesystem ist heute überwachsen. Gärten waren von jeher wichtiger Bestandteil der Rittergüter. Neben dem Nutzgarten, der der Versorgung der herrschaftlichen Küche, Konditorei und Apotheke mit Obst, Gemüse, Kräutern und Heilpflanzen diente, existierte in der Regel auch ein Ziergarten, der erst als regelmäßige Anlage der Renaissance und des Barocks später als Gutspark in den freien Gestaltungsformen des Landschaftsgartens seine Ausprägung fand. Der Gutspark von Krummenhennersdorf in seiner landschaftlichen Ausgestaltung steht beispielhaft für diese Entwicklung, woraus seine gartenhistorische Bedeutung resultiert. | 09305708 |
| Weitere Bilder                          | Drei Wohnstallhäuser (Nr. 3, 5, 7), Brennereigebäude (ehemalige Schmiede, Nr. 4), Pferdestall (Nr. 9) und Scheune (neben Nr. 9) sowie Einfriedungsmauer, Eiskeller und Grablegen im Gutspark (Einzeldenkmale der Sachgesamtheit 09305708) | Hofberg 3, 4, 5, 7, 9 (Karte)             | Im Kern 17. Jahrhundert, spätere Um- und Anbauten (Rittergut); 17. Jahrhundert, im Kern (Gutsarbeiterhaus); um 1800 (Gutsbrennerei); 1. Hälfte 19. Jahrhundert (Gutsscheune); 19. Jahrhundert (Pferdestall) | Einzeldenkmale der Sachgesamtheit Rittergut Krummenhennersdorf; orts-, bau und gartengeschichtlich von Bedeutung | 08985359 |
| Weitere Bilder                          | Kirche mit Ausstattung, Denkmal für die Gefallenen des Ersten Weltkrieges mit Baumpaar und Taufbecken (vor der Westfassade) sowie zwei Torbäume am südlichen Tor | Kirchberg (Karte)                         | 1899–1900 (Kirche); nach 1918 (Kriegerdenkmal und Baumpaar) | Kirche im neuromanischen Stil, Architekt war Woldemar Kandler, bau- und ortsgeschichtlich von Bedeutung | 08985357 |
| Direkt Bild zu diesem Denkmal hochladen | Einfriedung des neuen Friedhofes, Gedenkstätte für die Opfer des Faschismus und zwei gefallene Soldaten, drei Torbäume und ein Baumpaar | Kirchberg (Karte)                         | 1873 (Einfriedung); Anfang 20. Jahrhundert, Erweiterung (Einfriedung); 1977 (Plastik „Geschundener“ und VdN/OdF)                                                                                            | Ortshistorische Bedeutung und künstlerischer Wert (Plastik) | 08985361 |
| Direkt Bild zu diesem Denkmal hochladen | Pfarrhof mit Pfarrhaus und ehemaligem Substitutenhaus (später Scheune mit Hausmannswohnung) und Einfriedung | Kirchberg 2, 4 (Karte)                    | Bezeichnet mit 1717 | Bau- und ortsgeschichtlich von Bedeutung | 08985362 |
| Direkt Bild zu diesem Denkmal hochladen | Mühlenwohnhaus (Nr. 5) und Seitengebäude (Nr. 3) eines Mühlenanwesens (Hofmühle, Maunemühle) | Oberschaarer Straße 3, 5 (Karte)          | Bezeichnet mit 1802 | Fachwerkbauten mit weitgehend authentischem Erscheinungsbild, bau-, orts- und technikgeschichtlich von Bedeutung | 08985365 |
| Direkt Bild zu diesem Denkmal hochladen | Wohnhaus des ehemaligen Erbgerichts | Straße zum Erbgericht 1 (Karte)           | Bezeichnet mit 1846 | Baulich leicht veränderter Bau von ortsgeschichtlicher und ortsbildprägender Bedeutung | 08985803 |
|                                         | Ehemalige Schule | Straße zum Erbgericht 5 (Karte)           | 1881 | Zeittypischer Putzbau in gutem Originalzustand, bau- und ortsgeschichtlich von Bedeutung | 08985360 |
| Direkt Bild zu diesem Denkmal hochladen | Kantoren- und Kirchnerhaus sowie Seitengebäude eines Parallelhofes | Straße zum Erbgericht 7 (Karte)           | Um 1850 | Unmittelbar hinter der Kirche liegend, daher Ensemble bildend mit Kirche, bau- und ortsgeschichtlich von Bedeutung | 08985363 |
| Weitere Bilder                          | Salzbrücke über die Bobritzsch | Straße zum Forst (Karte)                  | Um 1800 | Einbogige Steinbogenbrücke, baugeschichtlich und landschaftsgestaltend von Bedeutung | 08985375 |
| Direkt Bild zu diesem Denkmal hochladen | Lindenallee | Straße zum Forst (Karte)                  | Letztes Viertel 18. Jahrhundert | Von großer landschaftsgestaltender Bedeutung. Die Lindenallee in Krummenhennersdorf führt von der ehemaligen Schäferei nach Westen und endet heute an einem Stichweg inmitten der Felder und Wiesen südlich des Ortes. Sie findet sich bereits auf dem Freiberger Meilenblatt von 1786 und führte ursprünglich weiter nach Westen bis fast nach Grüneberg. Bereits 1881 zeigen die Äquidistenkarten die Allee nur noch bis zum Galgenberg, ab 1892 in etwa in ihrer heutigen Ausdehnung. Die Linden werden auch heute noch als Kopflinden geschnitten. Die Lindenallee ist durch ihre Lage inmitten der Kulturlandschaft weithin sichtbar und prägt diese erheblich. Sie ist daher von großer landschaftsgestaltender Bedeutung. | 08985376 |
| Direkt Bild zu diesem Denkmal hochladen | Sachgesamtheit Forstmühle Krummenhennersdorf | Straße zum Forst (Karte)                  | 19. Jahrhundert | Sachgesamtheit Forstmühle Krummenhennersdorf mit folgenden Sachgesamtheitsteilen: Stauwehr, Mühlgraben, zwei Steinbogenbrücken, drei Mühlsteine sowie die Grundmauern der Forstmühle; orts- bzw. regionalgeschichtliche und technikgeschichtliche Bedeutung. Ruine und Anlagenteile der ehemaligen Forstmühle, 1348 erstmals erwähnt. Durch Blitzschlag brannte 1912 die damalige Mahlmühle ab und wurde seitdem nicht mehr aufgebaut. Nachdem die Mühle schließlich 1912 abbrannte, war ein Wiederaufbau sicherlich aufgrund der Konkurrenz von zentraler gelegenen und wasserunabhängigen Industriemühlen nicht mehr wirtschaftlich, die Siedlung wurde aufgelassen, die Baumaterialien dann nach dem Zweiten Weltkrieg wiederverwertet. Dieser typische Vorgang wird anhand der ehemaligen Forstmühle deutlich. Ebenso ist der derzeitige Zustand der baulichen Überreste ein Zeugnis für das in den 1980er Jahren in der Region aufkeimende Interesse der Bürger an den Spuren ihrer Vergangenheit, im Zuge dessen sich Interessensgemeinschaften zusammenschlossen und erhaltene bauliche Überreste sicherten und zum Teil auch rekonstruierten. Weiterhin befinden sich die Siedlungsreste nahe der alten Salzstraße zwischen Krummenhennersdorf und Oberschaar und markieren damit zusammen mit der „Salzbrücke“ (siehe 08985375) den Verlauf dieser Straße für den Fuhrwerksverkehr zwischen Freiberg und Meißen. Die für den Göpelbetrieb der Mühle eingesetzten Tiere unterstützten zudem die Zugtiere der Fuhrwerke bei der Bewältigung des Straßenanstiegs zu beiden Seiten des Tals, so dass auch dieser unmittelbare Zusammenhang zwischen Forstmühle und Salzstraße die orts- bzw. regionalgeschichtliche Bedeutung begründet. Technikgeschichtlich von Bedeutung ist das Blockversatzwehr, dessen Funktion dank des wasserführenden Mühlgrabens und des beaufschlagten Wasserrades seit 1985 wieder ersichtlich ist. Zudem stellt die Forstmühle ein Beispiel für die typische Kombination von verschiedenen Nutzungsarten an einem Mühlenstandort dar, so befand sich hier zunächst eine Getreidemühle, die später um eine Brettschneidemühle erweitert wurde. Beide Nutzungen harmonierten durch geringen Energieverbrauch miteinander, ein Mühlgraben mit Wasserkraft sowie eine Göpelanlage reichten für den Betrieb aus. Die orts- bzw. regionalgeschichtliche und landschaftsgestaltende Bedeutung der Sachgesamtheit ergibt sich aus dem Umstand, dass die ehemalige Forstmühle sowie der zugehörige Mühlgraben und dessen Anlagenbestandteile die einzigen baulichen Reste einer Besiedlung an dieser Stelle sind. | 09304114 |
| Direkt Bild zu diesem Denkmal hochladen | Wohnstallhaus und Scheune eines Hakenhofes | Zum Oberdorf 4 (Karte)                    | Um 1800 (Wohnhaus); um 1900 (Scheune) | Ortsbildprägende Hofanlage in Fachwerkbauweise, baugeschichtlich von Bedeutung | 08985329 |
| Direkt Bild zu diesem Denkmal hochladen | Südöstliches Wohnhaus eines Vierseithofes | Zum Oberdorf 6 (Karte)                    | Um 1700 | Regionaltypischer Fachwerkbau, auf Grund seines hohen Alters von besonderer bau- und hausgeschichtlicher Bedeutung | 08985330 |
| Direkt Bild zu diesem Denkmal hochladen | Nördliches Seitengebäude (mit Kumthalle) eines Vierseithofes | Zum Oberdorf 7 (Karte)                    | Anfang 19. Jahrhundert | Schön gegliederter Fachwerkbau, bau- und wirtschaftsgeschichtlich von Bedeutung | 08985334 |
| Direkt Bild zu diesem Denkmal hochladen | Nördliches Wohnhaus, östliches Torhaus, westliche Durchfahrtsscheune und Seitengebäude eines Vierseithofes | Zum Oberdorf 14 (Karte)                   | 1. Hälfte 18. Jahrhundert (Durchfahrtsscheune); bezeichnet mit 1785 (Schlussstein des Bauernhauses); 1. Hälfte 19. Jahrhundert (Torhaus); um 1900 (Seitengebäude)                                           | Geschlossen erhaltener Hof in sehr gutem Originalzustand, mit teilweise sehr alter Bausubstanz, baugeschichtlich, wirtschaftsgeschichtlich und ortsbildprägend von Bedeutung | 08985331 |
| Direkt Bild zu diesem Denkmal hochladen | Wohnstallhaus und Heiste | Zum Oberdorf 16 (Karte)                   | 1802 | Authentisches Zeugnis der einfachen Wohn- und Wirtschaftsweise vergangener Zeiten, baugeschichtlich von Bedeutung | 08985332 |

## Niederschöna
| Bild                                    | Bezeichnung | Lage                               | Datierung | Beschreibung | ID       |
| --------------------------------------- | --- | ---------------------------------- | --- | --- | -------- |
| Weitere Bilder                          | Fliegerdenkmal | (Flurstück 351/1) (Karte)          | 1913 | Gedenkstein für die beiden an dieser Stelle abgestürzten Piloten Ernst Johannes Berger und Kurt Max Georg Junghanns, ortsgeschichtliche Bedeutung | 08991400 |
| Weitere Bilder                          | Ehemaliges Wasserstationsgebäude | Am Mühlweg 1 (gegenüber) (Karte)   | 1921/1922 | Mächtiger Kubus mit zeittypischer Formensprache, Wasserstandsanzeiger über dem Eingang, der enthaltene Wasserhochbehälter versorgte den nahegelegenen Wasserkran mit Kesselspeisewasser für die Dampflokomotiven, Zeugnis des ehemaligen Schmalspurbahnhofs (später Haltestelle) Niederschöna der Schmalspurbahn Klingenberg-Colmnitz–Oberdittmannsdorf (6977; sä. KO), eisenbahn- und technikgeschichtlich von Bedeutung         | 08991394 |
|                                         | Ehemaliger Wasserkran | Am Mühlweg 2 (vor) (Karte)         | Um 1920 | Freistehender Wasserkran mit schwenkbarem Ausleger zur Versorgung der Dampflokomotiven mit Kesselspeisewasser, Zeugnis des ehemaligen Schmalspurbahnhofs (später Haltestelle) Niederschöna der Schmalspurbahnstrecke Klingenberg-Colmnitz–Oberdittmannsdorf (6977; sä. KO), von Seltenheitswert, eisenbahn- und technikgeschichtlich von Bedeutung                                                                                | 08991395 |
|                                         | Inschrifttafel am nordöstlichen Wohnstallhaus, zwei Seitengebäude und Scheune (ruinös) eines Vierseithofes sowie Sandsteintrog | Am Mühlweg 3 (Karte)               | 1773 (Scheune); bezeichnet mit 1848 (Wohnstallhaus)                                                                                  | In der Struktur erhaltene Hofanlage, bau- und wirtschaftsgeschichtlich von Bedeutung | 08991397 |
|                                         | Wohnstallhaus, Seitengebäude und Scheune eines Vierseithofes sowie Hofbaum (Kastanie) | Am Mühlweg 4 (Karte)               | 18. Jahrhundert (Wohnstallhaus); bezeichnet mit 1821 (Seitengebäude); 19. Jahrhundert (Scheune)                                      | In der Struktur erhaltener Dreiseithof mit Fachwerkgebäuden, bau- und heimatgeschichtlich von Bedeutung, wissenschaftlich-dokumentarischer Wert | 08991398 |
|                                         | Mühlentechnik und Mühlgraben (Niedermühle, Schmidt-Mühle) | Am Mühlweg 5 (Karte)               | 1. Hälfte 20. Jahrhundert | Historische Ausstattung, technikgeschichtliche und ortshistorische Bedeutung | 08991590 |
|                                         | Steinkreuz | An der B 173 (Karte)               | Nachmittelalterlich | Ortsgeschichtliche Bedeutung | 08991510 |
|                                         | Seitengebäude des ehemaligen Erbgerichtes | An der B 173 2 (Karte)             | 18. Jahrhundert | Zeugnis des ehemaligen Erbrichterstandorts am südlichen Ortseingang, bau- und ortsgeschichtlich von Bedeutung. Ehemals denkmalgeschütztes Wohnstallhaus zwischen 2018 und 2020 abgerissen. | 08991506 |
| Direkt Bild zu diesem Denkmal hochladen | Wohnstallhaus eines ehemaligen Vierseithofes | An der B 173 3 (Karte)             | Kern um 1800 | Stattlicher Baukörper mit weitgehend intaktem Fachwerk-Obergeschoss, baugeschichtlich von Bedeutung | 08991358 |
|                                         | Wohnhaus | An der B 173 7 (Karte)             | Um 1880 | Weitgehend im ursprünglichen Aussehen erhaltener zeittypischer Putzbau mit scharrierten Sandsteingewänden, ortsentwicklungsgeschichtlich von Bedeutung | 08991575 |
|                                         | Straßenbrücke über den Rodelandbach | An der B 173 7 (neben) (Karte)     | 19. Jahrhundert | Steinbogenbrücke, bau- und technikgeschichtlich von Bedeutung | 08991359 |
|                                         | Wohnstallhaus und Seitengebäude eines Zweiseithofes | An der B 173 10 (Karte)            | Bezeichnet mit 1825 | Ländliches Anwesen mit Fachwerk-Obergeschoss, trotz leichter Störungen denkmalwürdig wegen des guten Gesamtzustandes, baugeschichtlich von Bedeutung | 08991360 |
|                                         | Gasthof | An der B 173 13 (Karte)            | 1863 | Stattlicher Putzbau in ortsbildprägender Lage mit ortsgeschichtlicher Bedeutung | 08991586 |
|                                         | Seitengebäude (mit Kumthalle) und Scheune eines Dreiseithofes | Erlichter Weg 2 (Karte)            | Ende 19. Jahrhundert | Regionaltypische landwirtschaftliche Gebäude, bau- und wirtschaftsgeschichtlich von Bedeutung | 08991423 |
| Direkt Bild zu diesem Denkmal hochladen | Häuslerhaus | Erlichter Weg 7 (Karte)            | Kern 17. Jahrhundert, mehrmals überformt                                                                                             | Rest einer sehr alten Fachwerk-Konstruktion mit Andreaskreuzen, wegen seines hohen Alters bau- und hausgeschichtlich von Bedeutung | 08991584 |
|                                         | Straßenbrücke über den Rodelandbach | Obere Dorfstraße (Karte)           | 19. Jahrhundert | Steinbogenbrücke, baugeschichtlich von Bedeutung | 08991369 |
|                                         | Wohnstallhaus und Scheune eines ehemaligen Vierseithofes | Obere Dorfstraße 3 (Karte)         | Um 1830 | Weitgehend im ursprünglichen Aussehen erhaltenes Gebäude in Fachwerkbauweise, Bestandteil der alten Ortsstruktur, bau- und heimatgeschichtlich von Bedeutung. Ehemals denkmalgeschütztes Seitengebäude zwischen 2017 und 2018 abgerissen. | 08991384 |
|                                         | Wohnstallhaus, zwei Seitengebäude und Scheune eines Vierseithofes | Obere Dorfstraße 16 (Karte)        | 18. Jahrhundert (Scheune); 19. Jahrhundert (Wohnstallhaus und Seitengebäude)                                                         | In der Struktur erhaltener Bauernhof mit markanter Fachwerkscheune, bau- und heimatgeschichtlich von Bedeutung | 08991382 |
|                                         | Auszugshaus eines ehemaligen Vierseithofes | Obere Dorfstraße 17 (Karte)        | Anfang 19. Jahrhundert | Landschaftstypischer Bau mit Fachwerk im Obergeschoss, intakte Holzkonstruktion, baugeschichtlich von Bedeutung | 08991380 |
|                                         | Zufahrtsbrücke | Obere Dorfstraße 19 (bei) (Karte)  | 19. Jahrhundert | Kleine Bogenbrücke über den Dorfbach für die Zufahrt eines Hofes, Bestandteil der alten Ortsstruktur, baugeschichtlich und ortsbildprägend von Bedeutung | 08991381 |
|                                         | Wohnhaus und Seitengebäude eines Gehöfts | Obere Dorfstraße 20 (Karte)        | 18. Jahrhundert | Regionaltypische Fachwerkbauten mit intakter Holzkonstruktion, baugeschichtlich und straßenbildprägend von Bedeutung | 08991379 |
|                                         | Häuslerhaus | Obere Dorfstraße 23 (Karte)        | 17. Jahrhundert, im Kern | Regionaltypischer Fachwerkbau mit steilem Satteldach, bau- und hausgeschichtlich von Bedeutung | 08991507 |
|                                         | Spritzenhaus | Obere Dorfstraße 23a (Karte)       | Ende 19. Jahrhundert | Ortshistorische und brandschutzgeschichtliche Bedeutung | 08991378 |
|                                         | Seitengebäude und Scheune eines Dreiseithofes | Obere Dorfstraße 28 (Karte)        | Ende 19. Jahrhundert | Zeittypische Wirtschaftsgebäude eines Bauernhofes, baugeschichtlich von Bedeutung | 08991375 |
|                                         | Wohnhaus | Obere Dorfstraße 29a (Karte)       | 1646, Umbau bezeichnet mit 1797 | Fachwerkbau mit Andreaskreuzen, aufgrund seines hohen Alters und seiner Authentizität von besonderer bau-, haus- und heimatgeschichtlicher Bedeutung | 08991374 |
|                                         | Scheune eines Hakenhofes | Obere Dorfstraße 32 (Karte)        | Ende 19. Jahrhundert | Fachwerk-Konstruktion, baugeschichtlich und straßenbildprägend von Bedeutung | 08991373 |
|                                         | Scheune eines ehemaligen Mühlenanwesens (Obermühle) | Obere Dorfstraße 34 (Karte)        | Ende 19. Jahrhundert | Weitgehend im ursprünglichen Aussehen erhaltene Scheune eines ehemaligen Mühlenstandorts in Fachwerkbauweise, bau- und ortsgeschichtlich von Bedeutung. Ehemals denkmalgeschütztes Wohnstallhaus zwischen 2014 und 2016 abgerissen. | 08991372 |
| Direkt Bild zu diesem Denkmal hochladen | Wohnstallhaus eines ehemaligen Dreiseithofes | Obere Dorfstraße 35 (Karte)        | 1. Hälfte 19. Jahrhundert | Regionaltypisch mit Fachwerk im Obergeschoss, baugeschichtlich von Bedeutung | 08991377 |
|                                         | Häuslerhaus | Obere Dorfstraße 48 (Karte)        | Kern 17. Jahrhundert | Landschaftstypischer Wohnbau mit sehr alter Fachwerk-Konstruktion, bau-, haus- und heimatgeschichtlich von Bedeutung | 08991368 |
|                                         | Häuslerhaus | Obere Dorfstraße 64 (Karte)        | 1. Hälfte 19. Jahrhundert | Mit intakter Holzkonstruktion im Obergeschoss, baugeschichtlich von Bedeutung | 08991366 |
|                                         | Forsthaus mit Nebengebäude, Hofbaum und Torpfeiler | Obere Dorfstraße 71 (Karte)        | Bezeichnet mit 1824 (Forsthaus); ab 1824 (Hausbaum/Hofbaum)                                                                          | Weitgehend im ursprünglichen Aussehen erhaltenes Ensemble mit bau- und ortsgeschichtlicher Bedeutung | 08991365 |
|                                         | Häuslerhaus | Ringweg 3 (Karte)                  | 1. Hälfte 19. Jahrhundert | Landschaftstypischer Wohnbau mit Fachwerk-Obergeschoss, baugeschichtlich von Bedeutung | 08991367 |
| Weitere Bilder                          | Torhaus und Einfriedungsmauer des Friedhofs | Schulgasse (Karte)                 | Um 1900 | Ortsgeschichtlich von Bedeutung. Ehemals denkmalgeschützte Holzpumpe zwischen 2017 und 2023 aus der Denkmalliste gestrichen. | 08991389 |
| Weitere Bilder                          | St. Annen-Kirche Niederschöna (Sachgesamtheit) | Schulgasse (Karte)                 | 15. Jahrhundert | Sachgesamtheit St. Annen-Kirche Niederschöna mit folgenden Einzeldenkmalen: Kirche mit Ausstattung, Einfriedungsmauer, Parentationshalle, fünf Grabmale, Denkmale für die Gefallenen des dt./frz. Krieges und des Ersten Weltkrieges sowie Baumreihe und zwei Torbäume (siehe 08991391), dazu Kirchhof als Sachgesamtheitsteil; barocke Saalkirche mit mächtigem Dachreiter, baugeschichtlich und ortsgeschichtlich von Bedeutung | 09306893 |
| Weitere Bilder                          | Kirche mit Ausstattung, Kirchhof, Einfriedungsmauer, Parentationshalle, fünf Grabmale, Denkmale für die Gefallenen des dt./frz. Krieges und des Ersten Weltkrieges sowie Baumreihe und zwei Torbäume (Einzeldenkmale der Sachgesamtheit 09306893) | Schulgasse (Karte)                 | Kern 15. Jahrhundert (Kirche); 1716 (Orgel); nach 1871 (Kriegerdenkmal); nach 1918 (Kriegerdenkmal); 1943 und 1945 (Grabmal VdN/OdF) | Einzeldenkmale der Sachgesamtheit St. Annen-Kirche Niederschöna; barocke Saalkirche mit mächtigem Dachreiter, baugeschichtlich und ortsgeschichtlich von Bedeutung | 08991391 |
| Weitere Bilder                          | Schule | Schulgasse 1 (Karte)               | 1888 | Stattlicher breitgelagerter Putzbau mit Mittelrisalit und profilierter Gliederung (ohne Anbau), bau- und ortsgeschichtlich von Bedeutung | 08991387 |
| Weitere Bilder                          | Ehemalige Schule | Schulgasse 2 (Karte)               | Bezeichnet mit 1818 | Heute Wohnhaus, stattlicher Baukörper mit Fachwerk im Obergeschoss, baugeschichtlich, ortsgeschichtlich und ortsbildprägend von Bedeutung | 08991388 |
| Weitere Bilder                          | Pfarrhof mit Pfarrhaus, Seitengebäude und Scheune sowie Torpfeiler | Schulgasse 4 (Karte)               | 1689 Dendro (Pfarrhaus); um 1700 (Seitengebäude); 1794 (Scheune)                                                                     | In seiner Struktur erhaltener Pfarrhof in Fachwerkbauweise, wegen des hohen Alters von besonderer bau- und hausgeschichtlicher Bedeutung, zudem heimatgeschichtlich und ortsbildprägend bedeutend | 08991392 |
|                                         | Mord- und Sühnekreuz | Schulgasse 4 (bei) (Karte)         | 16./17. Jahrhundert | Ortshistorische Bedeutung | 08991426 |
| Weitere Bilder                          | Wohnhaus, zwei Seitengebäude und Scheune eines Vierseithofes | Untere Dorfstraße 3 (Karte)        | 1569 Dendro (Scheune); Anfang 18. Jahrhundert (Bauernhaus und Seitengebäude)                                                         | Sehr alte, hochgradig im ursprünglichen Aussehen wieder hergestellte Hofanlage, Scheune gilt als ältestes Gebäude im Kreis, baugeschichtlich, hausgeschichtlich, ortsbildprägend und heimatgeschichtlich von Bedeutung | 08991385 |
|                                         | Wohnhaus | Untere Dorfstraße 6 (Karte)        | Um 1900 | Zeittypischer Bau mit preußischem Fachwerk, baugeschichtlich von Bedeutung | 08991587 |
|                                         | Scheune und Seitengebäude eines Dreiseithofes | Untere Dorfstraße 8 (Karte)        | Um 1800 | Weitgehend ursprünglich erhaltene Gebäude in Fachwerkbauweise, bau- und wirtschaftsgeschichtlich von Bedeutung | 08991362 |
|                                         | Seitengebäude eines Dreiseithofes | Untere Dorfstraße 12 (Karte)       | Anfang 19. Jahrhundert | Regionaltypische Wirtschaftsgebäude mit Fachwerk-Obergeschoss, baugeschichtlich von Bedeutung | 08991386 |
| Weitere Bilder                          | Wohnstallhaus, Seitengebäude (mit Oberlaube) und Scheune eines Vierseithofes | Untere Dorfstraße 15 (Karte)       | Bezeichnet mit 1826 (Wohnstallhaus); 18. Jahrhundert (Oberlaube und Scheune)                                                         | Weitgehend gut erhaltene Hofanlage mit Fachwerk-Gebäuden, bau-, haus- und heimatgeschichtlich von Bedeutung | 08991363 |
|                                         | Eisenbahnbrücke | Untere Dorfstraße 15 (bei) (Karte) | 19. Jahrhundert | Niedrige Natursteinbogenbrücke mit einer Öffnung über einen vom Rodelandbach abzweigenden Mühlgraben, markiert den einstigen Verlauf der Schmalspurbahntrasse Klingenberg-Colmnitz–Oberdittmannsdorf (6977; sä. KO), verkehrs- und baugeschichtlich von Bedeutung | 08991364 |
|                                         | Seitengebäude und Scheune eines ehemaligen Vierseithofes | Untere Dorfstraße 28, 28a (Karte)  | 1559/1579 Dendro (Seitengebäude); 1904 (Scheune)                                                                                     | Regionaltypische ländliche Wirtschaftsgebäude, das Seitengebäude mit Fachwerkobergeschoss, bau-, haus- und heimatgeschichtlich von Bedeutung | 08991453 |
|                                         | Spritzenhaus | Untere Dorfstraße 29 (Karte)       | Um 1820 | Ortsgeschichtlich von Bedeutung | 08991406 |
|                                         | Hofseitige Fassade des Wohnstallhauses, Seitengebäude und Scheune eines Dreiseithofes | Untere Dorfstraße 32 (Karte)       | Bezeichnet mit 1708 (an der Wohnstallhaus-Schwelle); um 1800 (Seitengebäude); um 1900 (Scheune)                                      | Wohnstallhaus mit sehr alter Fachwerk-Konstruktion an der Hofseite, übriger Baukörper stark verändert, bau-, haus- und heimatgeschichtlich von Bedeutung | 08991407 |
|                                         | Zwei Seitengebäude und östliche Scheune eines Vierseithofes | Untere Dorfstraße 33 (Karte)       | Bezeichnet mit 1779 (nördliches Seitengebäude); nach 1700 (südliches Seitengebäude); um 1900 (östlich)                               | U-förmig angeordnete Wirtschaftsgebäude eines in seiner Anlage authentisch erhaltenen Vierseithofes mit sehr alter Fachwerk-Konstruktion, bau-, haus- und heimatgeschichtlich von Bedeutung | 08991409 |
| Weitere Bilder                          | Östliches Seitengebäude und westliche Scheune eines ehemaligen Vierseithofes | Untere Dorfstraße 34 (Karte)       | Um 1800 (Seitengebäude); Ende 19. Jahrhundert (Scheune)                                                                              | Weitgehend im ursprünglichen Aussehen erhaltene Wirtschaftsgebäude mit Fachwerk-Konstruktion, bau- und wirtschaftsgeschichtlich von Bedeutung | 08991408 |
|                                         | Wohnhaus (ehemals Schmiede) | Untere Dorfstraße 38 (Karte)       | Bezeichnet mit 1833 | Landschaftstypischer Bau mit Fachwerkobergeschoss, baugeschichtlich von Bedeutung | 08991410 |
| Weitere Bilder                          | Wohnstallhaus, Seitengebäude (Torhaus) und Scheune eines ehemaligen Vierseithofes | Untere Dorfstraße 39 (Karte)       | Um 1717 (Bauernhaus); um 1750 (Torhaus); 1940 (Scheune)                                                                              | Regionaltypische ländliche Bauten in Fachwerkbauweise, bau-, haus- und heimatgeschichtlich von Bedeutung | 08991412 |
|                                         | Scheune | Untere Dorfstraße 40 (Karte)       | Bezeichnet mit 1893 | Stattliche Durchfahrtsscheune eines ehemaligen Vierseithofes, baugeschichtlich und ortsbildprägend von Bedeutung | 08991411 |
|                                         | Südliche Scheune und nördliches Seitengebäude eines Dreiseithofes | Untere Dorfstraße 43 (Karte)       | Anfang 19. Jahrhundert (Seitengebäude); Ende 19. Jahrhundert (Scheune)                                                               | Regionaltypische Wirtschaftsgebäude eines Bauernhofes in Fachwerkbauweise, bau- und wirtschaftsgeschichtlich von Bedeutung | 08991413 |
|                                         | Scheune eines Dreiseithofes | Untere Dorfstraße 45 (Karte)       | Um 1900 | Stattliche Scheune mit Fachwerk-Konstruktion, Bestandteil des Ortsbildes, baugeschichtlich von Bedeutung | 08991414 |
| Weitere Bilder                          | Östliches Seitengebäude und südliche Scheune eines Vierseithofes | Untere Dorfstraße 52 (Karte)       | Um 1900 | Regionaltypische landwirtschaftliche Gebäude mit Fachwerkobergeschoss, bau- und wirtschaftsgeschichtlich von Bedeutung | 08991416 |
|                                         | Südliches Seitengebäude und westliche Scheune eines Vierseithofes | Untere Dorfstraße 53 (Karte)       | 17. Jahrhundert, im Kern (Seitengebäude); um 1900 (Scheune)                                                                          | Regionaltypische landwirtschaftliche Gebäude in Fachwerkbauweise, Seitengebäude mit sehr alter Fachwerk-Konstruktion (Mannfigur), bau- und heimatgeschichtlich von Bedeutung | 08991417 |
| Weitere Bilder                          | Wohnstallhaus (Nr. 55) und westliches Seitengebäude (55a) eines Vierseithofes | Untere Dorfstraße 55, 55a (Karte)  | Ende 19. Jahrhundert | Regionaltypische ländliche Bauten in Fachwerkbauweise, Relikt der ursprünglichen Dorfbebauung, baugeschichtlich von Bedeutung | 08991418 |
|                                         | Wohnstallhaus eines ehemaligen Vierseithofes | Untere Dorfstraße 57 (Karte)       | Um 1800 | Regionaltypisches Bauernhaus mit Fachwerk im Obergeschoss, baugeschichtlich von Bedeutung | 08991419 |
|                                         | Wohnstallhaus und drei Seitengebäude eines Vierseithofes | Untere Dorfstraße 60 (Karte)       | Bezeichnet mit 1848 (Wohnstallhaus); bezeichnet mit 1911 (Seitengebäude)                                                             | In seiner Struktur erhaltener Bauernhof mit Fachwerk-Gebäuden, bau- und heimatgeschichtlich von Bedeutung | 08991421 |
| Direkt Bild zu diesem Denkmal hochladen | Torbogen und Durchgang | Untere Dorfstraße 61 (Karte)       | Bezeichnet mit 1798 (Toreinfahrt); bezeichnet mit 1805 (Durchlass)                                                                   | Relikt der ursprünglichen Hofanlagen, ortsgeschichtlich von Bedeutung | 08991422 |
| Weitere Bilder                          | Herrenhaus eines ehemaligen Freigutes mit späterem Erweiterungsbau (Kinderheim) | Wiesenweg 7 (Karte)                | Vor 1900 (Herrenhaus), 1927 (Jugendheim/Kinderheim)                                                                                  | Gut proportionierter Putzbau mit originalen Details, bau- und ortsgeschichtlich von Bedeutung | 08991371 |
|                                         | Häuslerhaus | Wiesenweg 15 (Karte)               | Um 1800 | Regionaltypisches Beispiel mit verbrettertem Fachwerk-Obergeschoss, baugeschichtlich und straßenbildprägend von Bedeutung | 08991370 |
|                                         | Teich mit Teichständer und Pavillon | Wiesenweg 15 (hinter) (Karte)      | Um 1900 | Gehörte zum ehemaligen Freigut, bau- und ortsgeschichtlich von Bedeutung | 08991589 |

## Oberschaar
| Bild                                    | Bezeichnung | Lage                                   | Datierung | Beschreibung | ID       |
| --------------------------------------- | --- | -------------------------------------- | --- | --- | -------- |
| Direkt Bild zu diesem Denkmal hochladen | Brücke über den Rodelandbach                                                                                          | Am Rodelandbach (Karte)                | Bezeichnet mit 1833 | Kleine Natursteinbogenbrücke mit Schlussstein, baugeschichtlich und landschaftsgestaltend von Bedeutung | 08991403 |
| Weitere Bilder                          | Wohnstallhaus und Scheune eines ehemaligen Mühlenanwesens (Mittelmühle)                                               | Am Rodelandbach 14 (Karte)             | 2. Hälfte 19. Jahrhundert                                                                                                   | Regionaltypische Gebäude in Fachwerkbauweise, bau- und ortsgeschichtlich von Bedeutung. Ehemals denkmalgeschütztes Seitengebäude zwischen 2017 und 2023 aus der Denkmalliste gestrichen. | 08991434 |
|                                         | Brücke über den Rodelandbach                                                                                          | Am Rodelandbach 14 (vor) (Karte)       | 19. Jahrhundert | Natursteinbogenbrücke über den Rodelandbach, baugeschichtlich und landschaftsgestaltend von Bedeutung | 08991435 |
|                                         | Denkmal für die Gefallenen des Ersten Weltkrieges                                                                     | Dittmannsdorfer Straße (Karte)         | Nach 1918 | Ortshistorische Bedeutung | 08991441 |
|                                         | Östliches und südliches Seitengebäude eines Vierseithofes                                                             | Dittmannsdorfer Straße 1 (Karte)       | 18. Jahrhundert | Regionaltypische landwirtschaftliche Gebäude mit alter Fachwerk-Konstruktion, bau- und wirtschaftsgeschichtlich von Bedeutung | 08991449 |
| Direkt Bild zu diesem Denkmal hochladen | Brücke über den Rodelandbach                                                                                          | Dittmannsdorfer Straße 2 (vor) (Karte) | 19. Jahrhundert | Natursteinbogenbrücke mit mächtigem Schlussstein, baugeschichtlich und landschaftsgestaltend von Bedeutung | 08991447 |
|                                         | Seitengebäude eines ehemaligen Mühlenanwesens (Obermühle)                                                             | Dittmannsdorfer Straße 4 (Karte)       | 17. Jahrhundert | Landwirtschaftliches Gebäude mit alter Fachwerk-Konstruktion, bau-, haus- und ortsgeschichtlich von Bedeutung | 08991446 |
|                                         | Wohnhaus und Scheune eines Bauernhofes                                                                                | Dittmannsdorfer Straße 5 (Karte)       | Kern 17. Jahrhundert (Bauernhaus); um 1900 (Scheune)                                                                        | Bauernhaus mit sehr alter Fachwerk-Konstruktion mit Andreaskreuzen, von besonderer bau-, hau- und heimatgeschichtlicher Bedeutung | 08991450 |
|                                         | Auszugshaus und Scheune eines Dreiseithofes                                                                           | Dittmannsdorfer Straße 6 (Karte)       | Um 1800 (Auszugshaus), Ende 19. Jahrhundert (Scheune)                                                                       | Regionaltypische landwirtschaftliche Gebäude mit Fachwerk in straßenbildprägender Lage, baugeschichtlich von Bedeutung | 08991445 |
|                                         | Häuslerhaus | Dittmannsdorfer Straße 8 (Karte)       | 18. Jahrhundert | Obergeschoss Fachwerk, weitgehend im ursprünglichen Aussehen wiederhergestellt, bau- und sozialgeschichtlich von Bedeutung | 08991451 |
| Weitere Bilder                          | Katharinenkirche mit Ausstattung, Kirchhof mit Einfriedungsmauer, fünf Grabmale und Grabstätte der Rittergutsbesitzer | Dittmannsdorfer Straße 10 (Karte)      | Kern 14. Jahrhundert (Kirche); 1512 Dendro Dach (Kirche); um 1600 (Taufe); bezeichnet mit 1662 (Altaraufsatz); 1907 (Orgel) | Saalkirche mit hohem Dachreiter, baugeschichtlich, ortsgeschichtlich und ortsbildprägend von Bedeutung | 08991442 |
| Weitere Bilder                          | Wohnhaus (mit Anbau)                                                                                                  | Dittmannsdorfer Straße 11 (Karte)      | 1696 Dendro, bezeichnet mit 1698 (Schwelle)                                                                                 | Sehr altes Beispiel für regionaltypische Fachwerk-Bauweise, bau- und hausgeschichtlich von Bedeutung | 08991443 |
|                                         | Wohnstallhaus (mit Anbau)                                                                                             | Dittmannsdorfer Straße 15 (Karte)      | Bezeichnet mit 1849; Anbau 2. Hälfte 19. Jahrhundert                                                                        | Regionaltypisches Bauernhaus mit Fachwerk-Obergeschoss, baugeschichtlich von Bedeutung | 08991436 |
| Weitere Bilder                          | Gasthof (heute Bürgerhaus)                                                                                            | Zum Bobritzschtal 1 (Karte)            | Kern 17. Jahrhundert | Stattlicher Fachwerkbau mit Andreaskreuzen an der Giebelseite, ortsbildprägend, einer der ältesten Gasthöfe Sachsens, landesgeschichtliche Bedeutung, bau- und hausgeschichtlich von Bedeutung | 08991429 |
|                                         | Seitengebäude eines Bauernhofes                                                                                       | Zum Bobritzschtal 7 (Karte)            | Bezeichnet mit 1898 | Wirtschaftsgebäude mit Fachwerk und Dachreiter, baugeschichtlich von Bedeutung | 08991431 |
|                                         | Scheune und zwei Seitengebäude eines Vierseithofes                                                                    | Zum Bobritzschtal 20 (Karte)           | Um 1800 (Seitengebäude); bezeichnet mit 1902, im Kern älter (Stallscheune)                                                  | Weitgehend im ursprünglichen Aussehen erhaltene Wirtschaftsgebäude in Fachwerkbauweise eines in der Struktur erhaltenen Bauernhofes, baugeschichtlich von Bedeutung | 08991433 |
| Weitere Bilder                          | Zufahrtsbrücke über den Rodelandbach                                                                                  | Zum Rittergut (Karte)                  | Bezeichnet mit 1825 | Führt zum Rittergut, Natursteinbogenbrücke mit mächtigem Schlussstein, ortshistorisch und verkehrsgeschichtlich von Bedeutung | 08991437 |
| Weitere Bilder                          | Rittergut Oberschaar (Sachgesamtheit)                                                                                 | Zum Rittergut 3, 5, 6, 7 (Karte)       | 17.–19. Jahrhundert | Sachgesamtheit Rittergut Oberschaar mit folgenden Einzeldenkmalen: Herrenhaus eines Rittergutes mit rückwärtigem Anbau mit Wappen und Keller (08991440), Wirtschaftsgebäude (08991438) und weiteres Wirtschaftsgebäude (08991439) sowie Wirtschaftshof als Sachgesamtheitsteil; baugeschichtlich und ortsgeschichtlich von Bedeutung | 09305716 |
| Weitere Bilder                          | Wirtschaftsgebäude des ehemaligen Rittergutes (Einzeldenkmale der Sachgesamtheit 09305716)                            | Zum Rittergut 3, 5 (Karte)             | Bezeichnet mit 1848 | Einzeldenkmale der Sachgesamtheit Rittergut Oberschaar; stattlicher Baukörper (bestehend aus zwei Gebäudeteilen) mit Fachwerk-Obergeschoss, bau- und ortsgeschichtlich von Bedeutung | 08991438 |
| Weitere Bilder                          | Herrenhaus des Rittergutes mit rückwärtigem Anbau mit Wappen sowie Keller (Einzeldenkmal der Sachgesamtheit 09305716) | Zum Rittergut 6 (Karte)                | Bezeichnet mit 1835, im Kern älter (Herrenhaus); bezeichnet mit 1613 (Wappen am Anbau)                                      | Einzeldenkmal der Sachgesamtheit Rittergut Oberschaar; bau- und ortsgeschichtlich von Bedeutung | 08991440 |
| Weitere Bilder                          | Wirtschaftsgebäude (mit Kumthalle) des ehemaligen Rittergutes (Einzeldenkmal der Sachgesamtheit 09305716)             | Zum Rittergut 7 (Karte)                | Bezeichnet mit 1870, mit Kumthalle                                                                                          | Einzeldenkmal der Sachgesamtheit Rittergut Oberschaar; lang gezogener Baukörper, bau- und ortsgeschichtlich von Bedeutung | 08991439 |

## Tuttendorf
| Bild                                    | Bezeichnung | Lage | Datierung | Beschreibung | ID       |
| --------------------------------------- | --- | --- | --- | --- | -------- |
| Direkt Bild zu diesem Denkmal hochladen | Kunstgraben (Einzeldenkmal der Sachgesamtheit Roter Graben) | (Flurstücke 39, 40/3, 40/4, 44/5, 78/24, 78/25, 78/120, 279, 291/3, 291/4, 297/b, 301, 367, 462/1, 471/3, 471/4, 471/5, 472/1, 473, 478, 479, 480/1, 497/2, 497/3, 497/4, 497/5) (Karte) | 16. Jahrhundert | Einzeldenkmal der Sachgesamtheit Roter Graben; zählt zu den ältesten bergbaulichen Wasserhaltungsanlagen im Halsbrücker Bergbaurevier, führt heute Wasser aus den Grubenbauen der ehemaligen Himmelfahrt Fundgrube vom Kgl. Verträgl. Gesellschaft Stolln (Freiberg) über Tuttendorf nach Halsbrücke (siehe auch 08985269), von singulärer bergbaugeschichtlicher Bedeutung (siehe auch 08985258), seit 2019 zugehörig zur Kernzone und Pufferzone des UNESCO-Welterbes Montanregion Erzgebirge/Krušnohoří | 08985266 |
| Direkt Bild zu diesem Denkmal hochladen | Halde des Ludwigschachts mit Stützmauer (Oberes Neues Geschrei Fundgrube, Himmelfahrt Fundgrube, Zentralrevier)                                                                                                  | (Flurstück 189) (Karte) | 1853–1868 | An den Talhang am Roten Graben angelehnte, große und langgestreckte Halde des Ludwigschachts, bergbaugeschichtlich von Bedeutung, seit 2019 zugehörig zur Pufferzone des UNESCO-Welterbes Montanregion Erzgebirge/Krušnohoří | 08985316 |
| Direkt Bild zu diesem Denkmal hochladen | Halde des Kobschachts einschließlich Stützmauer- und Fundamentresten der Tagesgebäude sowie vier Halden auf dem Dreifaltigkeit Stehenden (Oberes Neues Geschrei Fundgrube, Himmelfahrt Fundgrube, Zentralrevier) | (Flurstücke 318, 518, 550, 5/4) (Karte) | 1854–1877 (Schacht); 1854–1880 (Halde); 1857/58 (Kessel-, Maschinen- und Treibehaus)                                                           | Die große Halde des Kobschachts zeugt von einer typischen Dampfförderanlage des 19. Jahrhunderts und markiert den untertägigen Verlauf des Rothschönberger Stollns im Freiberger Revier, die kleineren Halden bilden einen für ältere Bergbautätigkeiten typischen Haldenzug, landschaftsbildprägende Zeugnisse von bergbaugeschichtlicher Bedeutung | 08985318 |
| Direkt Bild zu diesem Denkmal hochladen | Mundloch und zwei Halden des Nachtigall Erbstolln (Oberes Neues Geschrei Fundgrube, Zentralrevier) | (Flurstücke 297/a, 300) (Karte) | 1. Hälfte 16. Jahrhundert bis 19. Jahrhundert, Ursprünge gehen ins 14. Jahrhundert zurück                                                      | Zeugnis frühen Bergbaus auf Tuttendorfer Flur, bergbaugeschichtlich von Bedeutung, seit 2019 zugehörig zur Pufferzone des UNESCO-Welterbes Montanregion Erzgebirge/Krušnohoří | 08985260 |
| Direkt Bild zu diesem Denkmal hochladen | Haldenzüge auf dem Hauptstollngang Stehenden, dem Schwarzer Hirsch Stehenden, dem Königseer Stehenden sowie dem Samuel Spat (Himmelfahrt Fundgrube, Zentralrevier)                                               | Am alten Bahnhof (Karte) | 12.–15. Jahrhundert | Landschaftsbildprägende Haldenzüge auf verschiedenen, in nordöstlich-südwestlicher bzw. östlich-westlicher Richtung verlaufenden Erzgängen, der Haldenzug auf dem für das Freiberger Revier bedeutenden Hauptstollngang Stehenden auf Freiberger Flur zur Reichen Zeche weiterführend, neben dem untertägigen Verlauf des Erzganges auch den Verlauf des Alten Tiefen Fürstenstollns markierend, als Zeugnisse frühen Bergbaus im späteren Grubenfeld der Himmelfahrt Fundgrube von großer bergbauhistorischer Bedeutung, seit 2019 zugehörig zur Kernzone des UNESCO-Welterbes Montanregion Erzgebirge/Krušnohoří | 08985317 |
| Weitere Bilder                          | Roter Graben (Sachgesamtheit) | Am Roten Graben (Karte) | 1602 und 1612/1613 (Roter Graben); bezeichnet mit 1809 (Stützmauer); bezeichnet mit 1827 (Stützmauer)                                          | Sachgesamtheit Roter Graben: Kunstgraben einschließlich aller Einleitungs- und Abschlagbauwerke, des begleitenden Grabendamms, aller zugehörigen Graben- und Stützmauern, der Röschen mit ihren Mundlöchern, der überquerenden Brücken und zugehöriger Markscheidesteine im Gemeindegebiet von Freiberg und Halsbrücke, davon gehören zum Teilabschnitt im Ortsteil Tuttendorf die Einzeldenkmale Teilabschnitt des Kunstgrabens mitsamt Grabendamm und einschließlich aller Einleitungen, Abschläge, Graben- und Stützmauern (08985266), Mundloch des Alten Tiefen Fürstenstollns (mit Nullpunktstein), Mundloch des Hauptstolln Umbruchs einschließlich Treppenanlage und Abzugsgraben in den Roten Graben sowie vorgelagerte Halde (08985315) sowie Mundloch mitsamt Stützmauer der Aufschlagrösche zum Hoffnunger Kunst- und Treibeschacht der Fundgrube Oberes Neues Geschrei (09306963); bedeutende bergbauwasserwirtschaftliche Anlage des 17. Jahrhunderts zur Versorgung der Kunstgezeuge, Göpel und Aufbereitungsanlagen des Halsbrücker Bergbaus mit Aufschlagwasser, später auch Versorgung der Hütte Halsbrücke und des dortigen Amalgamierwerkes, dabei Teil eines kaskadenartig angelegten Wasserversorgungssystems aus mehreren übereinander angelegten Kunstgräben im Tal der Freiberger Mulde und stark landschaftsbildprägend, aufgrund der Einleitung rot gefärbter Stollnwasser durch ausgeschwemmte Eisenverbindungen ab der Mitte des 17. Jahrhunderts als Roter Graben bezeichnet, trotz verschiedener Sanierungsmaßnahmen bis heute authentisch und über eine weite Strecke wasserführend erhalten, daher von großem Erlebniswert, zusammen mit trockengefallenen Teilabschnitten nicht nur den einstigen Verlauf dokumentierend, sondern auch die Komplexität dieses Wasserversorgungssystems mit etlichen Einleitungs- und Abschlagbauwerken sowie unterschiedlichen Wassernutzungen, bergbauwasserwirtschaftliche Anlage von überregionaler bergbaugeschichtlicher und technikgeschichtlicher Bedeutung (siehe auch 09306948 in der Freiberger Denkmalliste sowie 09306950) | 08985258 |
| Direkt Bild zu diesem Denkmal hochladen | Wohnhaus | Bäckergasse 7 (Karte) | Mitte 19. Jahrhundert | Straßenbildprägendes Zeugnis der ländlichen Bau- und Wirtschaftsweise vergangener Zeiten, baugeschichtlich von Bedeutung | 08985326 |
| Direkt Bild zu diesem Denkmal hochladen | Wohnstallhaus | Erzweg 2 (Karte) | 1641, Wiederaufbau erwähnt | Als eines der ältesten Fachwerkgebäude des Ortes von bau- und hausgeschichtlicher Bedeutung | 08985320 |
| Weitere Bilder                          | Kirche mit Ausstattung, Kirchhof und Einfriedungsmauer, vier Grabmale und Betsäule (ehemalige Wallfahrtskapelle St. Anna)                                                                                        | Freiberger Straße (Karte) | 1670–1674 (Altaraufsatz); bezeichnet mit 1705 (Wetterfahne und Kanzel); 18. Jahrhundert (Epitaph); bezeichnet mit 1797 (Johann Heinrich Taube) | Barocke Saalkirch mit mittelalterlichem Kern, baugeschichtlich, künstlerisch und ortsgeschichtlich von Bedeutung | 08985323 |
| Direkt Bild zu diesem Denkmal hochladen | Ehemalige Schule (später Wohnhaus), Gartenlaube und Einfriedung | Freiberger Straße 36 (Karte) | Bezeichnet mit 1783 | Regionaltypischer Fachwerkbau, baugeschichtlich von Bedeutung, ortsgeschichtliches Zeugnis in straßenbildprägender Lage | 08985322 |
| Direkt Bild zu diesem Denkmal hochladen | Pfarrhaus und Mauerreste der Pfarrscheune | Freiberger Straße 45 (Karte) | 1723 (Pfarrhaus), 18. Jahrhundert (Mauerreste der Pfarrscheune)                                                                                | Pfarrhaus schlichter Putzbau mit bau- und ortsgeschichtlicher Bedeutung | 08985324 |
| Direkt Bild zu diesem Denkmal hochladen | Wohnhaus | Freiberger Straße 57 (Karte) | Um 1640, möglicherweise 1629 | Obergeschoss Fachwerk mit Andreaskreuzen, als eines der ältesten Gebäude von hoher bau-, haus- und heimatgeschichtlicher Bedeutung | 08985327 |
| Direkt Bild zu diesem Denkmal hochladen | Kunstgraben einschließlich Abschlag (Hüttengraben, auch Weiter Graben; Kgl. Halsbrückner Hütte, Halsbrückner Revier, Freiberger Nordrevier)                                                                      | Freiberger Weg, Flurstücke 464/1, 470, 498 | Ab 1601 | In der ersten Hälfte des 17. Jahrhunderts wichtigster Kunstgraben für die Aufschlagwasserversorgung des Halsbrücker Bergbaus, später ausschließlich der Halsbrückner Hütte dienend und für einen kontinuierlichen Hüttenbetrieb unabdingbar, heute teils noch wasserführender, stellenweise verrohrter und verlandeter Kunstgraben vom Untergraben der Niederen Ratsmühle (08985259) bis kurz vor Ortslage Halsbrücke, weiterer Verlauf zum Hüttengelände überformt, in Ortslage Teilstücke des in den Churprinzer Bergwerkskanal mündenden unteren Hüttengrabens erhalten (08985213), zusammen mit dem oberhalb am Hang verlaufenden Roten Graben (08985266) wichtiger Bestandteil des bergbauwasserwirtschaftlichen Systems im Tal der Freiberger Mulde, landschaftsbildprägendes Zeugnis von großer bergbaugeschichtlicher und hüttengeschichtlicher Bedeutung | 09306961 |
|                                         | Halde und Treibehaus einschließlich Schachtöffnung und Seilscheiben (Hoffnung Schacht, Oberes Neues Geschrei Fundgrube, Rothschönberger Stolln, Himmelfahrt Fundgrube)                                           | Freiberger Weg (Karte) | 1844–1850 (Schacht); 1851 (Treibehaus) | Markantes Wassergöpeltreibehaus des Hoffnunger Kunst- und Treibeschachtes mit mehrfach abgestuftem Dach über hohen Bruchsteinmauern, für den Freiberger Bergbau typische Bauweise, durch ausgesetzte Lage auf der steilen Halde über dem Muldental mit großer Fernwirkung, Schacht als Hilfsschacht für den reviereigenen Teil des Rothschönberger Stollns abgeteuft, Beaufschlagung der im Schacht für Förderung und Wasserhebung installierten Turbinen über eine Aufschlagrösche aus dem Roten Graben, das erhaltene Röschenmundloch (siehe 09306963) wie auch das Treibehaus mit Seilscheiben über der erhaltenen Schachtöffnung wichtige Zeugnisse des im Schacht installierten Wassergöpels und Bestandteile eines größeren bergbauwasserwirtschaftlichen Systems zur Antriebsenergiegewinnung wie auch zur Wasserlösung des Freiberger Reviers, landschaftsbildprägende Zeugnisse von baugeschichtlicher und besonderer bergbaugeschichtlicher Bedeutung, seit 2019 zugehörig zur Kernzone und Pufferzone des UNESCO-Welterbes Montanregion Erzgebirge/Krušnohoří | 08985211 |
| Direkt Bild zu diesem Denkmal hochladen | Mundloch mitsamt Stützmauer (Aufschlagrösche, Oberes Neues Geschrei Fundgrube, Himmelfahrt Fundgrube, Halsbrückner Revier, Freiberger Nordrevier), Einzeldenkmal der Sachgesamtheit Roter Graben                 | Freiberger Weg (Karte) | 1844 | Einzeldenkmal der Sachgesamtheit Roter Graben; Mundloch der Aufschlagrösche zum Hoffnunger Kunst- und Treibeschacht der Fundgrube Oberes Neues Geschrei, jener befindet sich unter dem in Sichtweite gelegenen Treibehaus der Grube (08985211), die Rösche führte den dort unter Tage installierten Schwamkrug-Turbinen Aufschlagwasser aus dem Roten Graben zu und war somit grundlegend für Förderung und Wasserhaltung der Grube, als Bindeglied zwischen den ebenso sichtbaren Zeugnissen des Hoffnunger Schachtes sowie des bergbaulichen Wasserversorgungssystems im Muldental von großem Erlebniswert sowie von großer bergbaugeschichtlicher Bedeutung (siehe auch 08985258), seit 2019 zugehörig zur Pufferzone des UNESCO-Welterbes Montanregion Erzgebirge/Krušnohoří | 09306963 |
| Weitere Bilder                          | Mundloch des Alten und Tiefen Fürstenstolln (mit Nullpunktstein), Mundloch des Hauptstolln Umbruchs einschließlich Treppenanlage und Abzugsgraben in den Roten Graben sowie vorgelagerte Halde                   | Fuchsmühlenweg (Karte) | 18. Jahrhundert (Mundloch Alter Tiefer Fürstenstolln); 1822 und 1848 (Mundloch Hauptstolln Umbruch); 19. Jahrhundert (Halde)                   | Als Zeugnisse des über Jahrhunderte hinweg wichtigsten wasserlösenden Stolln des Freiberger Reviers von herausragender bergbauhistorischer Bedeutung, darüber hinaus Mundloch des Alten Tiefen Fürstenstollns als markscheiderischer Höhenbezugspunkt im Revier von vermessungsgeschichtlicher Bedeutung | 08985315 |
| Direkt Bild zu diesem Denkmal hochladen | Mühlengebäude, Mühlgraben und Brücke eines ehemaligen Mühlenanwesens (Ratsmühle oder Niedere Ratsmühle, Weidegraben)                                                                                             | Ratsmühlenweg 9 (Karte) | 1546, Ersterwähnung (Mühle); Mitte 19. Jahrhundert (Mühle); bezeichnet mit 1849 (Schlussstein der Brücke)                                      | Gehörte dem Rat in Freiberg, baugeschichtlich von Bedeutung, für die Ortsgeschichte wertvolles Zeugnis der Wirtschaftsweise vergangener Zeiten, seit 2019 zugehörig zur Pufferzone des UNESCO-Welterbes Montanregion Erzgebirge/Krušnohoří | 08985259 |

## Ehemalige Kulturdenkmäler

### Ehemalige Kulturdenkmäler (Conradsdorf)
| Bild                                    | Bezeichnung | Lage                            | Datierung | Beschreibung                                                      | ID       |
| --------------------------------------- | ----------- | ------------------------------- | --------- | ----------------------------------------------------------------- | -------- |
| Direkt Bild zu diesem Denkmal hochladen | Wohnhaus    | Alte Dresdner Straße 30 (Karte) |           | Zwischen 2009 und 2014 abgerissen und durch einen Neubau ersetzt. | 08985301 |
| Direkt Bild zu diesem Denkmal hochladen | Wohnhaus    | St. Lorenz Gegentrum 1 (Karte)  |           |                                                                   | 08985353 |

### Ehemaliges Kulturdenkmal (Falkenberg)
| Bild                                    | Bezeichnung                                         | Lage                  | Datierung | Beschreibung | ID       |
| --------------------------------------- | --------------------------------------------------- | --------------------- | --------- | ------------ | -------- |
| Direkt Bild zu diesem Denkmal hochladen | Wohnstallhaus und Seitengebäude eines Vierseithofes | Dorfstraße 31 (Karte) |           |              | 08985220 |

### Ehemalige Kulturdenkmäler (Haida)
| Bild                                    | Bezeichnung                                                | Lage                      | Datierung | Beschreibung | ID       |
| --------------------------------------- | ---------------------------------------------------------- | ------------------------- | --------- | ------------ | -------- |
| Direkt Bild zu diesem Denkmal hochladen | Nördliches und östliches Seitengebäude eines Vierseithofes | Haidaer Straße 26 (Karte) |           |              | 08991480 |
| Direkt Bild zu diesem Denkmal hochladen | Wohnstallhaus und Seitengebäude eines Zweiseithofes        | Haidaer Straße 33 (Karte) |           |              | 08991474 |

### Ehemalige Kulturdenkmäler (Hetzdorf)
| Bild                                    | Bezeichnung                                                       | Lage                         | Datierung                                                                              | Beschreibung | ID       |
| --------------------------------------- | ----------------------------------------------------------------- | ---------------------------- | -------------------------------------------------------------------------------------- | --- | -------- |
|                                         | Wohnhaus eines Gehöfts                                            | Am Hetzbach 2 (Karte)        | 1. Hälfte 19. Jahrhundert                                                              | Regionaltypisch mit Fachwerk-Obergeschoss, baugeschichtlich von Bedeutung Zwischen 2017 und 2023 aus der Denkmalliste gestrichen.                                 | 08991405 |
|                                         | Forsthaus                                                         | Forstweg 3 (Karte)           |                                                                                        | | 08991404 |
|                                         | Wohnstallhaus, zwei Seitengebäude und Scheune eines Vierseithofes | Grundner Straße 4 (Karte)    | Bezeichnet mit 1857 (Wohnstallhaus), Mitte 19. Jahrhundert (Seitengebäude und Scheune) | In der Struktur erhaltene Hofanlage mit Fachwerkgebäuden, bau- und wirtschaftsgeschichtlich von Bedeutung Zwischen 2017 und 2023 aus der Denkmalliste gestrichen. | 08991452 |
| Direkt Bild zu diesem Denkmal hochladen | Ehemaliges Armenhaus                                              | Herrndorfer Straße 3 (Karte) |                                                                                        | Zwischen 2016 und 2017 abgerissen. | 08991509 |
|                                         | Wohnhaus eines ehemaligen Dreiseithofes                           | Zum Waldblick 22 (Karte)     |                                                                                        | | 08991491 |

### Ehemaliges Kulturdenkmal (Krummenhennersdorf)
| Bild                                    | Bezeichnung                                              | Lage                        | Datierung       | Beschreibung | ID       |
| --------------------------------------- | -------------------------------------------------------- | --------------------------- | --------------- | --- | -------- |
| Direkt Bild zu diesem Denkmal hochladen | Einfriedungs- und Hochwasserschutzmauer eines Hakenhofes | An der Bobritzsch 1 (Karte) | 19. Jahrhundert | Wasserbauliche Anlage von ortsgeschichtlicher und straßenbildprägender Bedeutung Zwischen 2017 und 2023 aus der Denkmalliste gestrichen. | 08985366 |

### Ehemalige Kulturdenkmäler (Niederschöna)
| Bild                                    | Bezeichnung                 | Lage                         | Datierung                       | Beschreibung | ID       |
| --------------------------------------- | --------------------------- | ---------------------------- | ------------------------------- | --- | -------- |
|                                         | Wohnhaus                    | Obere Dorfstraße 15 (Karte)  |                                 | | 08991383 |
| Direkt Bild zu diesem Denkmal hochladen | Scheune eines Dreiseithofes | Obere Dorfstraße 40 (Karte)  |                                 | | 08991576 |
|                                         | Brücke                      | Untere Dorfstraße            | Bezeichnet mit 1850 (oder 1807) | Korbbogige Sandsteinbrücke mit Schlussstein über den Rodelandbach, baugeschichtlich und ortsbildprägend von Bedeutung Zwischen 2017 und 2023 aus der Denkmalliste gestrichen. | 08991415 |
|                                         | Wohnhaus                    | Untere Dorfstraße 42 (Karte) |                                 | | 08991424 |

### Ehemalige Kulturdenkmäler (Oberschaar)
| Bild                                    | Bezeichnung                                                            | Lage                         | Datierung           | Beschreibung | ID       |
| --------------------------------------- | ---------------------------------------------------------------------- | ---------------------------- | ------------------- | --- | -------- |
| Direkt Bild zu diesem Denkmal hochladen | Scheune eines Zweiseithofes                                            | Haidaer Straße 3 (Karte)     |                     | | 08991444 |
| Direkt Bild zu diesem Denkmal hochladen | Brücke über den Rodelandbach                                           | Zum Bobritzschtal            | 19. Jahrhundert     | Natursteinbogenbrücke, baugeschichtlich und landschaftsgestaltend von Bedeutung Zwischen 2017 und 2023 aus der Denkmalliste gestrichen. | 08991402 |
| Direkt Bild zu diesem Denkmal hochladen | Zwei aneinandergebaute Seitengebäude eines ehemaligen Erbgerichtshofes | Zum Bobritzschtal 18 (Karte) | Bezeichnet mit 1873 | Zeittypisches landwirtschaftliches Gebäude, ortsgeschichtlich von Bedeutung Zwischen 2017 und 2023 aus der Denkmalliste gestrichen.     | 08991432 |

## Tabellenlegende
- Bild: Bild des Kulturdenkmals, ggf. zusätzlich mit einem Link zu weiteren Fotos des Kulturdenkmals im Medienarchiv Wikimedia Commons. Wenn man auf das Kamerasymbol klickt, können Fotos zu Kulturdenkmalen aus dieser Liste hochgeladen werden:
- Bezeichnung: Denkmalgeschützte Objekte und ggf. Bauwerksname des Kulturdenkmals
- Lage: Straßenname und Hausnummer oder Flurstücknummer des Kulturdenkmals. Die Grundsortierung der Liste erfolgt nach dieser Adresse. Der Link (Karte) führt zu verschiedenen Kartendiensten mit der Position des Kulturdenkmals. Fehlt dieser Link, wurden die Koordinaten noch nicht eingetragen. Sind diese bekannt, können sie über ein Tool mit einer Kartenansicht einfach nachgetragen werden. In dieser Kartenansicht sind Kulturdenkmale ohne Koordinaten mit einem roten bzw. orangen Marker dargestellt und können durch Verschieben auf die richtige Position in der Karte mit Koordinaten versehen werden. Kulturdenkmale ohne Bild sind an einem blauen bzw. roten Marker erkennbar.
- Datierung: Baubeginn, Fertigstellung, Datum der Erstnennung oder grobe zeitliche Einordnung entsprechend des Eintrags in der sächsischen Denkmaldatenbank
- Beschreibung: Kurzcharakteristik des Kulturdenkmals entsprechend des Eintrags in der sächsischen Denkmaldatenbank, ggf. ergänzt durch die dort nur selten veröffentlichten Erfassungstexte oder zusätzliche Informationen
- ID: Vom Landesamt für Denkmalpflege Sachsen vergebene, das Kulturdenkmal eindeutig identifizierende Objekt-Nummer. Der Link führt zum PDF-Denkmaldokument des Landesamtes für Denkmalpflege Sachsen. Bei ehemaligen Kulturdenkmalen können die Objektnummern unbekannt sein und deshalb fehlen bzw. die Links von aus der Datenbank entfernten Objektnummern ins Leere führen. Ein ggf. vorhandenes Icon  führt zu den Angaben des Kulturdenkmals bei Wikidata.

## Ausführliche Denkmaltexte
1. ↑  Wäschemangeln in Halsbrücke, geschichtliche Einordnung:

Kastenmangeln – zunächst lediglich aus einem mit Sand oder Steinen gefüllten Holzkasten bestehend – sind seit dem Mittelalter bekannt. Sie wurden an Holzgriffen oder mit Lederschlingen über die am Boden liegende oder auf Holzrollen gewickelte Wäsche gezogen. Später kombinierte man den Kasten mit einem Mangeltisch und erleichterte so dessen Bedienung. Größere Kastenmangeln, welche zum Beispiel in Färbereien zum Einsatz kamen, konnten über Seilzugsysteme mit Hilfe von Treträdern oder Göpelwerken in Bewegung versetzt werden.

Anfang des 19. Jahrhunderts versuchte man den für den hauswirtschaftlichen Gebrauch weiterhin mühseligen Mangelvorgang noch zu verbessern und versah die Kastenmangeln mit Kurbelantrieb. Nun konnte der auf den Wäscherollen gelagerte Kasten, geführt von einem Mangelgestell, mittels einer an beiden Schmalseiten des Kastens befestigten und um eine hölzerne Welle geschlungenen Kette bewegt werden. Die Drehrichtung der Kurbel bestimmte über Vor- und Rücklauf des Kastens. Mit dem Einsatz von Zahnradgetrieben und Schwungrädern war schließlich nicht nur eine bessere und gleichmäßigere Kraftübersetzung von Handkurbel auf Welle möglich, auch der Richtungswechsel des Kastens ließ sich so mechanisch lösen und gestattete eine kontinuierliche Drehbewegung der Kurbel. Der störungsanfällige Kettenantrieb konnte durch den Einsatz von Zahnstangen verbessert und die Kastenführung dadurch wesentlich stabilisiert werden.

Blieben die Kastenmangeln in der Hauswirtschaft noch bis ins 20. Jahrhundert hinein handbetrieben, so z. B. in den Mangelhäuschen der Gemeinden oder Siedlungen, so ersetzten ab etwa 1870 vor allem in den gewerblichen Wäschereien die über Transmissionen mit Dampfkraft zu betreibenden Kraftmangeln den Handkurbelbetrieb. Entsprechend der immer anspruchsvolleren Mechanik der Mangeln nahmen im Laufe des 19. Jahrhunderts etliche Maschinenfabriken Wäschemangeln in ihre Fertigungsreihen auf, auch auf hauswirtschaftliche Maschinen spezialisierte Fabriken entstanden. Die vielfältigen Kastenmangel-Konstruktionen, einst von Mühlenbauern oder Zimmerleuten gefertigt, wurden nun durch Serienprodukte ersetzt.

Um 1910 begannen schließlich erste Hersteller ihre Kraftmangeln auf Elektroantrieb umzustellen, wodurch die gewerblich eingesetzten Mangeln nicht mehr von großen Transmissionssystemen abhängig und damit standortunabhängiger wurden. In den 1920er Jahren setzte sich die Ausrüstung der Kastenmangeln mit Elektromotoren weitestgehend durch, so dass oftmals auch die bisher handbetriebenen Kaltmangeln nachgerüstet wurden und das private Wäschemangeln wesentlich erleichterten. Das mit der selbsttätigen Mangelkastenführung einhergehende hohe Gefährdungspotential für die Bedienenden führte zudem zur Entwicklung verschiedener Sicherheitsvorkehrungen, wie Schutzgitter, verbesserte Kastenführungen und Vorrichtungen zum Ausrücken des Antriebs bzw. zur Stromunterbrechung für den Elektromotor.

Derart ausgestattet waren Kastenmangeln bis in die 1990er Jahre hinein noch vielerorts in privaten Mangelstuben in Betrieb und konnten gegen ein Entgelt von der Bevölkerung genutzt werden. In den gewerblichen Wäschereien wurden Kastenmangeln bereits gegen Ende des 19. Jahrhunderts durch leistungsfähigere Mangelmaschinen, darunter auch Heißmangeln, verdrängt – hier führte die technologische Entwicklung letztlich zu den automatisierten Mangelstraßen der 1960er Jahre.
2. ↑  Oberschule Halsbrücke:

Die heutige Oberschule Halsbrücke wurde nach einem Entwurf des Architekten Siegfried Schliebe (Chemnitz, damals Karl-Marx-Stadt) und dem Freiberger Baumeister Andersohn errichtet und im Januar 1957 nach zweieinhalbjähriger Bauzeit eingeweiht. Auftraggeber war der Rat des Kreises Karl-Marx-Stadt, Abteilung Volksbildung. Für die Schüler und Lehrer der Gemeinde Halsbrücke, die bis zur Eröffnung der neuen Zentralschule in sehr beengten Verhältnissen lernen und arbeiten mussten, bedeutete der Schulneubau mit großzügigem Pausenhof, Sportplatz und Schulgarten eine enorme Verbesserung des Schulalltags. Der Putzbau über winkelförmigem Grundriss wird im Norden durch einen kleinen geschlossenen Gang mit der Schulturnhalle verbunden. Der in Hanglage errichtete dreigeschossige südliche Hauptbau besitzt ein mit Schiefer gedecktes Walmdach, das in Höhe des Hauptportals durch einen quadratischen Dachreiter mit Welscher Haube, Uhr und Wetterhahn bekrönt wird. Kleine Dachhäuschen gliedern die großen Dachflächen. Die horizontale Fassadengliederung wird durch den Bruchstein-Sockel und hohe Rechteckfenster mit scharrierten Gewänden (Kunststein) betont. Über dem Eingangsportal in Form eines Portikus mit Doppelpfeilern befindet sich ein Altan, der durch eine hochrechteckige Türöffnung mit Segmentbogen-Verdachung betreten werden kann. Original erhalten sind Eingangs- und Flügeltüren, das repräsentative Treppenhaus mit Kunststeinsäulen und schmiedeeisernem Geländer mit eingearbeiteten Tiermotiven, die symbolisch die vier Elemente widerspiegeln. Die im östlichen Teil des Gebäudes gelegene und aufwendig ausgestaltete Aula besitzt einen Parkettfußboden, eine originale Deckenausmalung mit Blumenmotiven, bauzeitliche Kronenleuchter, eine Bühne mit Holzpaneelen und an den Längsseiten beidseitig hohe Rechteckfenster. Im als Garderobe dienenden Vorraum der Aula befinden sich originale Wand- und Deckenleuchten. Der 29-achsige Seitenflügel beherbergt die Klassenräume. Auch hier sind viele bauzeitliche Details erhalten, wie Terrazzofußböden, Zimmertüren, Garderoben und Leuchten. Am nördlichen Ende des Klassenflügels befindet sich ebenfalls ein repräsentatives, äußerlich aus der Achse heraustretendes Treppenhaus, das über einen kurzen Verbindergang zur Schulturnhalle überleitet. Die Turnhalle besitzt aufgrund ihrer leichten Hanglage an der Rückseite einen hohen Bruchsteinsockel. Während die Fassade hofseitig durch vier hohe Segmentbogen-Eingänge gegliedert wird, dominieren an der nördliche Giebelseite und der Rückseite mehrachsige Fensterbänder das Äußere. Das hohe Walmdach mit Schieferdeckung besitzt an der Rückseite zwei Schleppgaupen. Zur Schule gehört auch ein weitläufiges parkartiges Außengelände, in dem sich die originale Wegeführung und alter Baumbestand aus u. a. Rot-Buche, Blut-Buche, Rosskastanie, Berg-Ahorn, Spitz-Ahorn, Linde, Hainbuche, Birke, Wald-Kiefer und Eibe erhalten hat. Das von Westen nach Osten abfallende Gelände wird durch drei Stützmauern aus Bruchsteinmauerwerk vor dem Schulgebäude im Eingangsbereich und drei weiteren im Hof abgefangen. Im Hof befindet sich gegenüber der Turnhalle ein höher gelegener Gartenbereich mit breitem Treppenaufgang, einer Pergola und einem Wasserbecken mit einer Bronzeplastik (zwei Enten). Die in der 2. Hälfte der 1950er Jahre großzügig gestaltete Schulanlage ist ein anspruchsvolles bauliches Zeugnis der frühen DDR-Architektur in Formen der nationalen Bautradition. Die Schule, die Turnhalle sowie der Schulfreiraum mit Pergola, Wasserbecken mit Bronzeplastik und Stützmauern bilden eine Einheit von Denkmalwert, der sich aus seiner bau-, sozial-, garten- und ortsgeschichtlichen Bedeutung ableitet.
3. ↑  König Augustus Erbstolln in Falkenberg:

Unter Falkenberg befinden sich die östlichen Ausläufer des Halsbrücker Spates, dem für den Halsbrücker Bergbau so bedeutenden Erzgang. Auf diesem baute ab dem 17. Jahrhundert sowohl auf der Niederschönaer als auch auf der Falkenberger Talseite eine Silbererzgrube namens „Gnade Gottes“. Im ersten Viertel des 18. Jahrhunderts wurde sie zu Ehren des Kurfürsten August II. (genannt „August der Starke“) in „König Augustus Erbstolln“ umbenannt. Zu dieser Zeit muss die Grube, die zu den Ausbeute erbringenden Gruben auf dem Halsbrücker Spat gehörte, von einiger Bedeutung gewesen sein, denn am 17. Oktober 1711 fuhr der russische Zar Peter I. (genannt „Peter der Große“) in die Grube ein. Nach einem ersten Besuch der Bergstadt Freiberg im Jahre 1698 hielt sich der Zar ein weiteres Mal im Zentrum des sächsischen Montanwesens auf, wobei er sich neben der Halsbrücker Hütte auch die Falkenberger Grube zeigen ließ, in der er vor Ort, also am Ende des damaligen Streckenvortriebs, eine präparierte Erzstufe mittels Schlägel und Eisen „hereingehauen und als Andenken bei sich behalten hat“ (Gerlach, Heinrich (Hrsg.): Mittheilungen des Freiberger Alterthumsvereins auf das 8. Vereinsjahr 1868. Freiberg 1870, S. 862). Diese Aufenthalte standen dabei ganz im Zeichen des vom Zaren angestrebten Transfers montanistischen Wissens, der zum Aufbau einer russischen Montanindustrie unter Mitwirkung sächsischer Berg- und Hüttenleute führte. Einziges Zeugnis des verkürzt „König August Erbstolln“ genannten Grubenbetriebs ist heute ein trockengefallenes Kunstgrabenteilstück am linken Bobritzschtalhang südöstlich des Ortes, ein weiteres Teilstück nördlich davon ging vermutlich nach Einstellung des hiesigen Bergbaus zur Mitte des 19. Jahrhunderts im noch aktiven Mühlgraben der Falkenberger Erbmühle auf. Der 1704/05 am linken Bobritzschtalhang angelegte, ursprünglich etwa 2,5 km lange König August Kunstgraben diente dabei der Aufschlagwasserversorgung der Grube, eine sich unterordnende Mitnutzung des Grabenwassers durch die Mühlenpächter ist allerdings nicht ausgeschlossen. Die Stollnmundlöcher des Grubenbetriebs nördlich der Dorfstraße zu beiden Seiten der Bobritzsch haben sich hingegen nicht erhalten.

Dafür zeugt ein Mundloch einer kleinen Eigenlehnerzeche, der Grube „Hilfe des Herrn Erbstolln“, am erhaltenen Kunstgrabenteilstück von weiterem Erzbergbau auf Falkenberger Flur. Im Zechenregister ist die Grube, die auf dem wenig bedeutenden August Spat baute, von 1785 bis 1837 belegbar und steht beispielhaft für weitere kleine, nicht gewerkschaftlich betriebene Gruben entlang der Bobritzsch etwa auf Niederschönaer oder Naundorfer Flur. Dabei zeigt das Mundloch des heute verbrochenen Stollns eine für derartige Gruben typische einfache Form mit bruchsteingemauerter hochrechteckiger Öffnung. Den Sturz bildet eine große Gneisplatte, die ehemals die Inschrift „H.d.H. 1808“ trug. Eine vorgelagerte kleine Halde umfasst taubes Gestein aus dem Stollnvortrieb.

Auf engstem Raum dokumentieren Kunstgraben und Mundloch mitsamt Halde also zwei Organisationsformen bergmännischer Arbeit: einerseits die finanzkräftige Gewerkschaft von „König August Erbstolln“, die sich kostspielige untertägige Förder- und Wasserhebungstechnik und zu deren Beaufschlagung einen Kunstgraben leisten konnte, andererseits den privaten Kleinstbetrieb „Hilfe des Herrn“, in dem wenige Bergleute auf eigene Rechnung und eigenes Risiko mit einfachen Mitteln Erzbergbau betrieben. Neben einer hieraus folgenden orts-, bergbau- und wirtschaftsgeschichtlichen Bedeutung kommt den Bergbaurelikten zudem ein gewisser überregionaler geschichtlicher Wert zu, ist doch insbesondere der Kunstgraben als Dokument im Kontext internationaler montanistischer Wissenstransfers zu sehen.